# 告白實行委員會 ～戀愛系列～
告白實行委員會 ～戀愛系列～（日语：告白実行委員会 ～恋愛シリーズ～）是NICONICO動畫的日本使用者——VOCALOID樂團HoneyWorks從2011年開始創作的一系列日語歌曲，系列中大部分曲子由GUMI主唱，其次是初音未來和鏡音連。
此系列是发生在校园里的各种恋爱故事，歌词里都是角色的个人感受。

## 原作介紹
這系列關於一個校園內發生各式各樣的戀愛故事，歌詞都是在寫角色的個人感受，系列中不少曲子都有-another story-，即在對方的視角看同一個故事。
系列中第一首推出的曲子是初戀的繪本，已經有不少人對這曲子感興趣，後來推出告白預演時，得到更大的回響，在VOCALOID界中有了不少名氣，因而推出愈來愈多與系列相關的商品，例如專輯、輕小說、短篇動畫、短篇漫畫等，並增添更多新角色，擴張故事舞台。
本作於2016年4月23日推出劇場動畫。2017年3月宣佈《無論何時我們的戀情都是10厘米。》電視動畫化，於2017年11月24日起由東京都會電視台、日本BS放送開始播出，連續6週播放。
2017年11月，HoneyWorks 開始發行「偶像系列」的專輯。2020年12月，因應HoneyWorks成立十週年而決定推出關於Lip X Lip 的電影及虛擬演唱會 《LIP X LIP享受這世界的方法》（HoneyWorks 10th Anniversary “LIP×LIP FILM×LIVE”）。2021年8月宣布《成為女主角！~被討厭的女主角和秘密的工作~》（ヒロインたるもの!〜嫌われヒロインと内緒のお仕事〜）電視動畫化，於2022年4月6日起由TOKYO MX等電視台開始播出，連續12週播放。

## 故事簡介
櫻丘高等學校的學生們正值青春，他們不少都有喜歡的人。有人一直不敢把心意傳達，默默地注視著對方；有人勇敢告白，對方也接受了；有人在告白前發現對方已有喜歡的人，失戀告終；有人沒有喜歡的人，卻突然被告白。少年少女們，現正享受著青春……

## 登場人物
此人物介紹列表適用於HoneyWorks製作或發佈的音樂影片(MV)、電影、電視動畫、漫畫及小說。

### 櫻丘高中相關

#### 三年級→畢業生
榎本夏樹（聲：戶松遙（日本）；顧詠雪（香港、電影版））
劇場版《從很久以前就喜歡你了～告白實行委員會～》的主角。
主打樂曲為告白預演、病名戀愛煩惱、東京夏日相會、Destiny、東京冬日相會、東京秋日相會。
參演作品：從好久以前就喜歡你。～告白實行委員會～、喜歡上你的那瞬間。～告白實行委員會～、無論何時我們的戀情都是10厘米。。
6月27日生日，美術部會員。暱稱「小夏（Nacchan）」。和優、雛、春輝和蒼太是青梅竹馬。有一個高一的弟弟虎太朗。住在優和雛的隔壁。開朗積極的運動系少女。總在吃東西。雖然一直想要提高自己的女子力，但全年都在制服底下穿著運動褲，那是因為經常運動，所以在美櫻和燈里的推薦下而穿上了。經常到優的家請優教她學習。不時和雛玩電子遊戲。經常和虎太朗吵架。
和戀雪有共同興趣，會聊關於漫畫和音樂的話題，經常交換漫畫，兩人都是漫畫家吉田老師的粉絲，夏樹還喜歡吉田老師的冷笑話。戀雪曾把全球只有十本的吉田老師漫畫單行本紀念小冊子送給她，夏樹原本不好意思接受如此貴重的禮物，但最後還是勉強收下了，並詢問戀雪想要甚麼回禮，戀雪就回答想約她暑假出去逛逛，夏樹心想這應該是約會的邀請並因此而臉紅。
在那次約會中被戀雪察覺到有心事，並詢問她是否關於優的，夏樹只好告訴他最近不太懂優在想甚麼，戀雪嘗試解開她的煩惱，夏樹心想假如成功向優表達心意，一定要向戀雪道謝。對於是自己讓戀雪變得積極這件事沒有察覺。
後來突然被戀雪緊抱，那一幕被路過的優見到，戀雪還在她面前向優展露具有敵意的笑容，公然挑釁他，夏樹希望兩人不要吵架，但引起反效果，因此嚇得忍不住哭了出來，被優拖著帶走。本來一直不敢告白。終於有一次鼓起勇氣告白了，卻因為優驚嚇和害羞的樣子，而改口說是告白預演，優是練習對象。在進行多次告白預演後，最終夏樹告白了，優也接受了，兩人甜蜜地一起回家。在動畫《無論何時我們的戀情都是10厘米》中，在最終話的第6集，7年後的夏樹答應了優的求婚，兩人因此成為夫妻。
因為曲目《告白預演》和優一起被合稱「告白組」。
瀨戶口優（聲：神谷浩史（日本））
劇場版《從很久以前就喜歡你了～告白實行委員會～》的主角。
主打樂曲為告白預演-another story-、掩飾害羞思春期、東京夏日相會、掩飾害羞記念日、東京冬日相會、東京秋日相會。
參演作品：從好久以前就喜歡你。～告白實行委員會～、喜歡上你的那瞬間。～告白實行委員會～、無論何時我們的戀情都是10厘米。。
7月11日生日，電影研究部會長。和虎太朗、夏樹、春輝和蒼太是青梅竹馬。有一個高一的妹妹雛。住在夏樹和虎太朗的隔壁。對待男生女生都很溫柔，對自己人氣高這點毫無自覺。但是卻不是女生戀愛對象的首選，本人對此亳不在意，也根本沒發現。意外的會有鬧脾氣和優柔寡斷的一面。熱衷於漫畫、遊戲和社團活動。喜歡好萊塢的大作和喜劇電影，對於戀愛的話題完全沒有靈感。教學方法很厲害，能令對數學超級不擅長的夏樹順利解答。
因為夏樹而對戀雪有點反感，其實只是嫉妒。某天突然被夏樹告白而嚇呆了，卻又說是告白預演，心裡暗自失望自己只是練習對象，而不是真正告白的人。曾誤會夏樹喜歡的是春輝，還以為春輝已經對她告白（春輝的告白练习），因此產生妒忌，常無故向夏樹發脾氣，令夏樹感到不解而悲傷。進行多次告白預演後，在夏樹最後一次的告白裡瞭解了對方真實的心意，優吃了一驚並笑著接受了，兩人甜蜜地一起回家。在動畫《無論何時我們的戀情都是10厘米》中，在最終話的第6集，7年後的優向夏樹求婚，且夏樹答應了優，兩人因此成為夫妻。
因為曲目《告白預演》和夏樹一起被合稱「告白組」。
早坂燈里→望月燈里（聲：阿澄佳奈（日本）；廖欣怡（香港、電影版））
主打樂曲為嫉忌的答覆-another story-、東京夏日相會、我終於知道戀愛滋味的那天、東京冬日相會、戀人們的生日快樂、東京秋日相會。
參演作品：從好久以前就喜歡你。～告白實行委員會～、無論何時我們的戀情都是10厘米。。
12月3日生日，美術部會長。一邊憧憬著戀愛，一邊又對感情這事很遲鈍。雖然很怕生，但平常總是掛著親切的笑容，所以有一定人氣。擁有天然的性格，不是太擅長運動。有一個上大學的姐姐。
看到蒼太在開學日因遲到而被明智老師罵，開始留意他。看到蒼太讓座給一位其他學校的女學生，覺得他很溫柔。對春輝有點在意。被蒼太告白後沒有明確的答應，但有邀請他放學後一起去吃蛋糕。
在去吃蛋糕的路上和蒼太無意中見到春輝向夏樹做的告白預演，以為是真的告白。覺得春輝如果是喜歡夏樹的話，那就不應每天跟美櫻一起回家，給予美櫻假希望，覺得美櫻很可憐而變得沮喪，並因此而生了春輝的氣，不和他說話。但是却被蒼太误会因为春輝不喜欢自己而尴尬、失落。
後來夏日期間他們兩人相約到煙花大會相見，燈里就在煙花之下向蒼太表白。
因為曲目《嫉忌的答覆》和蒼太一起被合稱「吃醋組」。
由「告白實行委員會 -FLYING SONGS- OMOIAI」的「親愛的，直到死為止」歌曲開始與望月蒼太結婚，故改名為「望月燈里」。
望月蒼太（聲：梶裕貴（日本）；張振熙（香港、電影版））
主打樂曲為嫉忌的答覆、東京夏日相會、我呼喚你名字的那天、東京冬日相會、戀人們的生日快樂、東京秋日相會。
參演作品：從好久以前就喜歡你。～告白實行委員會～、無論何時我們的戀情都是10厘米。。
9月3日生日，電影研究部副會長。暱稱是「望太（Mochita）」。和虎太朗、夏樹、優、雛、春輝是青梅竹馬。衝動又直來直往的類型，雖然很單純但也有著喜欢吃醋的一面。認為得知燈里沒有喜歡的人就感到放心的自己很差勁，連告白的勇氣都沒有，容易受打擊，光是搭話已經心臟瀕臨爆炸，又會擅自吃醋忌妒。有個上大學的姐姐和上小學的妹妹，经常被她们欺负。幾乎所有類型的電影都喜歡看，並特別喜歡戀愛題材的電影。對於感興趣的作品，會去買齊劇本集和DVD。高中前堆積了很多原本預定在春假看的DVD，一口氣看完而睡過頭，入學典禮遲到，因此而被明智老師罵。
在心中吶喊時會為別人取別稱，稱呼燈里為「小燈（Akarin）」，稱呼戀雪為「阿雪（Yukkii）」。在現實世界對不熟悉的人還是盡量叫姓氏，但也曾經脫口叫出「阿雪」，而戀雪不介意，之後就繼續這樣稱呼他。曾邀請戀雪一起吃拉麵。因為無意中得知戀雪喜歡夏樹，而戀雪也知道他喜歡燈里，而多了談關於戀愛的話題。
有一次遇見燈里並成功和她搭話一次，說她的頭髮睡亂了。因看到戀雪內在和外在的改變而受到鼓舞，再加上明智老師向蒼太說的關於解決煩惱的道理，終於鼓起勇氣告白。曾在電車未到學校的站時突然下車，其實是偷偷讓座給一個站著的其他學校的女學生，那女學生察覺到而向他道謝，蒼太就覺得被發現了很尷尬、害羞。
和燈里無意中見到春輝向夏樹做的告白預演，以為是真的告白。後來看到燈里的反應，誤以為燈里喜歡春輝，知道燈里喜歡春輝而不喜歡自己後很沮喪，更刻意避開春輝。
因為曲目《嫉忌的答覆》和燈里一起被合稱「吃醋組」。
合田美櫻（聲：豐崎愛生（日本））
電視動畫《無論何時我們的戀情都是10厘米。》的主角。
主打樂曲為初戀的繪本、未來圖像、東京夏日相會、你與我的每分每秒、求婚、Re:初戀的繪本、東京冬日相會、東京秋日相會。
參演作品：從好久以前就喜歡你。～告白實行委員會～、無論何時我們的戀情都是10厘米。。
3月20日生日，美術部副會長。溫柔謹慎，稍微有點害羞，因此不是很顯眼的類型，但是因為心地善良所以有很多朋友。幾乎不和春輝以外的男生說話，夏樹在場的話也會跟優和蒼太交談，但也不會主動搭話。曾被班裡的同學以「美櫻＋春輝＝春天情侶」作弄。
每天一起和春輝回家，某次詢問春輝有沒有喜歡的人，春輝答她時看著別處，並沒有牽她的手，她就以為春輝喜歡的不是自己而說有事要先走，漫畫版是跑到燈里家並向她哭訴，於是燈里請美櫻一起吃星屋買回來的蛋糕，第二天心情得以回復，動畫版是打算要去見美櫻小的時候溺水時拯救過她的人，後來因為得知自己小時候溺水時，救她的人恰巧就是春輝的哥哥芹澤千秋，自认为春輝的哥哥是因為救了她而因病去世（实际上芹澤千秋本身就重病在身命不久矣），而自責都是自己的關係，不再每天和春輝一起回家，刻意閃避了春輝，突然被夏樹和燈里委託一起去繪畫教室課程擔任櫻丘高中美術部講師，直到活動結束後才與夏樹和燈里哭訴，於是美櫻與夏樹和燈里三人一起去星屋邊吃蛋糕邊談心，心情才得以振作起來。
願意一直等春輝從外國回來，希望那時就能把心意傳達給他。七年後與春輝再次相遇，並被他告白，美櫻告訴春輝自己也一直喜歡他，兩人的故事終於再次重合。
因為曲目《初戀的繪本》和春輝一起被合稱「繪本組」。
芹澤春輝（聲：鈴村健一、（莉犬）【童年】（日本）；陳漢祺（香港、電影版））
電視動畫《無論何時我們的戀情都是10厘米。》的主角。
主打樂曲為初戀的繪本-another story-、再見了雙向暗戀、東京夏日相會、你與我的每分每秒、求婚、東京冬日相會、聽到了嗎、東京秋日相會。
參演作品：從好久以前就喜歡你。～告白實行委員會～、無論何時我們的戀情都是10厘米。。
4月5日生日，電影研究部會員。和虎太朗、夏樹、優、雛、蒼太是青梅竹馬。雖然有點調皮卻總是關心他人，給別人一種大哥哥的氛圍。平常不怎麼和女生講話，基本上都是跟男生一起活動。意外的有一絲不苟和細致的性格。除了社團活動，也有一個人在拍短篇電影，擁有能夠獲獎的導演才能。有一個已經成人的哥哥。
曾被班裡的同學以「美櫻＋春輝＝春天情侶」作弄，並叫美櫻不要在意。每天一起和美櫻回家，某次被美櫻詢問有沒有喜歡的人，答她有之後詢問她有沒有喜歡的人，美櫻答有後就說有事要先走，春輝就以為她喜歡的不是自己。
哥哥因病去世，明智老師因此而非常自責，認為是自己的責任。當明智老師問大家喜不喜歡老師時，春輝不願意舉手，事實上他並非討厭老師，而是因為老師不把他當成朋友而生氣，他希望他們的關係能變回像哥哥去世前那樣。而最終春輝也成功開解老師，和好如初。
稱明智老師為「咲哥」，即使在學校也不會叫他老師。電影研究部曾為了找出能幫忙為新電影作畫的人而召開了會議，那次會議後開始把燈里當成想法相投和有相同感性的朋友。
直到高中畢業也不敢說出對美櫻的感情，還要到外國留學，只好對這段戀情說再見。七年後與美櫻再次相遇，並告訴美櫻自己喜歡她，美櫻也接受了，兩人的故事終於再次重合。
因為曲目《初戀的繪本》和美櫻一起被合稱「繪本組」。
綾瀨戀雪（聲：代永翼→堀江瞬（日本））
主打樂曲為告白情敵宣言、學長。、我於此刻戀上你、這就是青春懂了嗎。
參演作品：從好久以前就喜歡你。～告白實行委員會～、喜歡上你的那瞬間。～告白實行委員會～。
8月28日生日，園藝部會員。性格內向害羞，但對不熟悉的人也溫文有禮，說話不時會使用敬語。改變形象前的髮型像女生，劉海很長，戴紅框眼鏡，夏天還穿長袖衣服，經常扭扭捏捏。連同班同學也很少聽到他的聲音，不是別人關注的焦點。因為喜歡夏樹而改變形象，不只外表改變了，連心態上也變得更積極，更有自信。因為比以前帥得多而成為了焦點，在高一也變得很有名氣。
跟蒼太不是熟悉得能叫暱稱的關係，但聽到蒼太把他稱為「阿雪（Yukkii）」時也不介意，並在那之後把蒼太稱為「阿蒼（Mocchii）」。因為無意中得知蒼太喜歡燈里，而蒼太也知道他喜歡夏樹，而多了談關於戀愛的話題。
在被強行叫去參加社團活動時雖然很想拒絶，但是卻在苦惱如何才能在不傷害對方的情況下拒絶。原本皮膚比夏樹還白，加入園藝部後因打理花壇而曬黑了一點。把優視為情敵，說要跟優公平競爭。
和夏樹有共同興趣，會聊關於漫畫和音樂的話題，經常交換漫畫，兩人都是漫畫家吉田老師的粉絲。曾抽中為紀念吉田老師的漫畫單行本化而發行的小冊子，並把它送了給夏樹。那小冊子全球只有十本，夏樹本來不好意思收如此貴重的禮物，但最後還是勉強收下了，並詢問戀雪想要甚麼回禮，戀雪就答想約她暑假出去逛逛，夏樹心想這應該是約會的邀請並因此而臉紅。
在那次約會中嘗試解開夏樹關於戀愛的煩惱，並告訴夏樹是因為她才會變得積極。後來突然緊抱著夏樹，說如果是他的話就不會讓夏樹露出如此悲傷的表情，會全心全意地努力，暗示如果能成為夏樹的男朋友會做得比優更好，但夏樹沒察覺到。那一幕被路過的優見到，更在夏樹面前向優冷笑，公然挑釁他。
早已知道夏樹喜歡的是優，清楚沒成功的機會率還對自己很有信心，但在夏樹向優告白当日，刚好撞见那一幕的他還是忍不住哭了出來，哭完回家時剛好遇到一直在等他的雛，然后被雛告白并委婉地拒絕了雛，之后被偷听雛告白的虎太朗拦住，告诫虎太朗不要让自己後悔。
和雛相遇時是初中時期，那時雛還是中一，戀雪是中三。
因為綾瀨戀雪、瀨戶口雛跟榎本虎太朗的三角關係，合稱「三角組」。
成海聖奈（聲：雨宮天（日本））
特典動畫《星期五的早安》的主角。
主打樂曲為星期五的早安-another story-、星期日的秘密、想要變得可愛、我的天使、Sis×Love、星期三的約定-another story-、星期四的醜聞。
參演作品：從好久以前就喜歡你。～告白實行委員會～、喜歡上你的那瞬間。～告白實行委員會～、LIP X LIP享受這世界的方法、成為女主角！~被討厭的女主角和秘密的工作~。
10月16日生日。人氣讀者模特兒。是燈里中學時的朋友，並一起上高中。成海萌奈的姐姐。
在每天早上乘電車時都會默默地注視翠，注意到翠每天早上都好像想跟她說話，但又沒說出口，令聖奈非常在意。聖奈也很想跟他打招呼，於是不斷練習說早安。終於有一次下雨了，聖奈見到翠沒有傘，就把傘借了給他，這是他們的第一次談到話。
某次鼓起勇氣再早上的電車詢問翠可以坐著旁邊嗎，得到同意坐下後，心想著再不快點就要到目的地，得說些什麼才行，突然翠的話題转向詢問自己的手機號碼，随即因為也在想著同樣的事笑了出來。兩人便交換了手機號碼。交換了手機號碼後，想要更了解翠，比如翠喜歡的點心、喜歡的顏色還有喜歡的類型。
在電車的星期五的早上發出訊息，問翠星期日能約出來見面嗎。明明兩人就在眼前，在訊息文字就很自然，貼圖也是輕而易舉的發出。於是兩人在星期日當天去遊樂園約會，但仍用著敬語什麼也沒改變，雖然很矛盾，還是感到開心而笑了。在遊樂園的遊玩過程中，聖奈讀模身分被發現了，被翠握著手逃開。單獨兩人見面的時候能自然地笑著了，開心的秘密也正在增加中。在後夜祭的時候，被翠約到體育館，向翠表示想成為你特別的人，接著向翠告白可以獨佔你嗎？後聖奈捏住翠臉紅的臉頰藏住自己害羞。
兩人成為男女朋友後，時常私底下到各種名景點約會。雖然成為了男女朋友，但對任何人都不能說，因為這是兩人的秘密必須要守住。用不會被人察覺有異(交往)地笑容、裝作沒有特別關係的樣子露出笑容。兩人開始正式成為戀人。並互相請多指教。
在漫畫《我的偶像宣言》中，不知道LIPxLIP的雙面性格，跟兩人是好友，因而讓知道他們的真面目的mona很驚訝。
因為曲目《星期五的早安》和翠一起被合稱「早安組」。
濱中翠（聲：Gero（日本））
特典動畫《星期五的早安》的主角。
主打樂曲為星期五的早安、星期日的秘密、想要變得帥氣、星期三的約定。
參演作品：從好久以前就喜歡你。～告白實行委員會～、無論何時我們的戀情都是10厘米。。
1月23日生日，關西來的轉校生。每天早上八時都會坐在第二車廂最喜歡的特等席，每次都想向聖奈說早安，但又沒勇氣，於是不斷練習說早安。終於有一次下雨了，聖奈把傘借了給他，才第一次談到話。某次聖奈坐著翠的旁邊，但接著沉默一下便害羞詢問聖奈的手機號碼，聖奈表示也在想著同樣的事。兩人便交換了手機號碼。
兩人在星期日當天去遊樂園約會，在遊樂園的遊玩過程中，聖奈讀模身分被發現了，握著聖奈的手逃開。單獨兩人見面的時候能自然地笑著了，開心的秘密也正在增加中。在後夜祭的時候，約聖奈到體育館，聖奈表示想成為你特別的人，被聖奈告白「可以獨佔你嗎？」後便害羞染紅了臉頰。
兩人成為男女朋友後，時常私底下到各種著名景點約會。雖然成為了男女朋友，但對任何人都不能說，因為這是兩人的秘密必須要守住。用不會被人察覺有異的笑容，裝作沒有特別關係的樣子露出笑容。兩人開始正式成為戀人。
因為曲目《星期五的早安》和聖奈一起被合稱「早安組」。

#### 一年級→二年級
瀨戶口雛（聲：麻倉桃（日本））
電影《喜歡上你的那瞬間。～告白實行委員會～》的主角。
主打樂曲為我於此刻戀上你。、連接著花的紅線、三角嫉忌-another story-、學長。、明明應該最討厭了。、這就是青春懂了嗎、謝謝你選擇了我。。
參演作品：從好久以前就喜歡你。～告白實行委員會～、喜歡上你的那瞬間。～告白實行委員會～、成為女主角！~被討厭的女主角和秘密的工作~。
8月8日生日，優的妹妹，住在夏樹和虎太朗的隔壁，和虎太朗、夏樹、春輝、蒼太是青梅竹馬。巨乳，情感豐富，性格開朗，同時有著散漫的一面。在家中穿著相當隨便，有時會穿哥哥以前的衣服。喜歡和夏樹玩電子遊戲。
兄控，憧憬和哥哥一样高大温柔成熟的人，期待這樣的男朋友。
察覺到夏樹喜歡優，並對夏樹說可以把哥哥讓給她。跟虎太朗不同班，但經常聽到虎太朗吵架的聲音，認為虎太朗很孩子氣。
和戀雪相遇時是初中時期（雛還是中一，戀雪是中三），初遇不算是太好的回憶——戀雪在雛打掃的地方翻倒了垃圾箱，再加上小褲褲被看見了，雛在不知道戀雪是前輩的情況之下追打他。後來雛就開始關注戀雪，並且在他畢業時大哭，從那天開始就把跟戀雪拍的畢業照放在房間。
為了和戀雪考上同一所高中（櫻丘高等學校）而努力唸書（导致虎太朗也跟着努力考櫻丘高等學校），但在一次無意中得知戀雪喜歡夏樹。終於決定鼓起勇氣告白，寫了一封情書，但打算交給戀雪時，剛巧他正因見到夏樹向優告白而情緒低落，被戀雪以「說喜歡他是為了安慰他」為由婉拒，心意沒能傳達，情書也沒送出，在傷心之際是虎太朗無聲的陪伴雛一起回家，雛回家後就因此而看著跟戀雪的合照大哭，優便请她去看电影令她振作起來。在夏樹他們高中畢業後，察覺自己對虎太朗的心意。。
雖然小時候的優不喜歡牽雛的手，但其實他還是很關心雛，在雛因失戀而哭泣時也很關心她，是一對感情很好的兄妹。
因為綾瀨戀雪、瀨戶口雛跟榎本虎太朗的三角關係，合稱「三角組」。
榎本虎太朗（聲：花江夏樹（日本）；竺諺鴻（香港，電影版））
電影《喜歡上你的那瞬間。～告白實行委員會～》的主角。
主打樂曲為三角嫉忌、我於此刻戀上你。-triangle story-、明明應該最討厭了。、這就是青春懂了嗎、謝謝你選擇了我。。
參演作品：從好久以前就喜歡你。～告白實行委員會～、喜歡上你的那瞬間。～告白實行委員會～、成為女主角！~被討厭的女主角和秘密的工作~。。
11月29日生日，夏樹的弟弟，住在優和雛的隔壁，和優、雛、春輝、蒼太是青梅竹馬。笨蛋活潑系。非常關注和了解雛，知道她的優點、缺點、喜歡吃的東西，甚至連喜歡的人都知道。他清楚雛喜歡的是戀雪，不是自己，但也希望一直伴在她身邊，令她露出笑容。姐控，但是因为傲娇，經常和夏樹拌嘴。
因為綾瀨戀雪、瀨戶口雛跟榎本虎太朗的三角關係，合稱「三角組」。
高見澤亞里紗（聲：東山奈央（日本）；廖欣怡（香港，電影版））
主打樂曲為心的主張、壞心眼的邂逅、傲慢甜心-another story-。
參演作品：喜歡上你的那瞬間。～告白實行委員會～、成為女主角！~被討厭的女主角和秘密的工作~。
2月3日生日。自初中開始已跟雛及虎太朗是同學，對健採用毒舌性格，很少女性朋友，但憧憬著人氣讀者模特兒聖奈，髮型也是參考聖奈而弄成雙馬尾。是個有話直說的人，過去曾被人欺負，只有虎太朗和雛願意幫助她，所以和他們的關係很好，並且有意撮合他們。跟加戀在初中時期是同班同學，本想幫助被排擠的加戀而不幸讓自己成為被排擠的對象。
因為曲目《壞心眼的邂逅》和健一起被合稱「邂逅組」。
柴崎健（聲：細谷佳正→江口拓也（日本）；張振熙（香港，電影版））
主打樂曲為壞心眼的邂逅、傲慢甜心。
參演作品：喜歡上你的那瞬間。～告白實行委員會～、LIP X LIP享受這世界的方法、成為女主角！~被討厭的女主角和秘密的工作~。
4月1日生日。虎太朗的朋友，別稱「柴犬／柴健（Shibaken）」，經常與不同的女生約會，很輕浮。曾跟亞里紗真心表白過，但亞里紗以為是謊話而拒絕。（但其實亞里紗可能也對健有好感)。柴崎愛藏的哥哥。
因為曲目《壞心眼的邂逅》和亞里紗一起被合稱「邂逅組」。
山本幸大（聲：松岡禎丞（日本）；陳漢祺（香港，電影版））
主打樂曲為透過鏡片的景色、像喜歡的人一樣的後輩。
參演作品：喜歡上你的那瞬間。～告白實行委員會～、無論何時我們的戀情都是10厘米。、成為女主角！~被討厭的女主角和秘密的工作~。
11月7日生日。虎太朗的朋友，喜歡看書。無口，富觀察力，會針對核心作出發言。比起自己更優先為朋友設想。在劇場版《喜歡上你的那瞬間》中，有一幕是幸大盯著照片中的夏樹看，但並沒有多做解釋。後來在小說《戀色綻放》中說明他暗戀夏樹，現已放棄。校園新聞組成員。於咖啡店打工，服部樹里是「經常光顧的客人」和現任女友。

#### 一年級新生
涼海日和（聲：水瀨祈（日本））
電視動畫《成為女主角！~被討厭的女主角和秘密的工作~》及特典動畫《涼海日和的『LIP×LIP』取材報告!》的主角。
主打樂曲為女主角育成計劃、成為女主角！、女主角在平均以下。
參演作品：成為女主角！~被討厭的女主角和秘密的工作~。
3月31日生日，櫻丘高校一年級新生，擁有戀愛幻想的少女心，卻對愛情遲鈍，個性極為聖母，有M傾向。為了有田徑社團的高中而前往大都市。與萌奈是少數知道LIPxLIP兩人雙面性格的人，稱他們為「差勁的傢伙］。見習經紀人的身份被事務所交代要保密，所以連身旁好友千鶴與樹里均未知情，爾後因為千鶴誤會而被陷害，演變到最後向千鶴坦承實習經紀人的身份。與白波渚相遇時看到日和與偶像一起出現詢問原因，因無法隱瞞故誠實說出是當經紀人緣由。
LIP×LIP見習經紀人，從旁協助使他們體會校園生活。之後兩位偶像人氣高漲，得以參加新年倒數演唱會，卻在這時被千鶴貼出與LIP×LIP共同的照片，為避免影響LIP×LIP的事業發展故主動提出辭職，後來由於兩位偶像在記者會上澄清才使誤會事件落幕。
「告白預演」小說、「女主角育成計劃」歌曲及「涼海日和的『LIP×LIP』取材報告!」：稱海堂飛鳥是「書店王子」並鼓起勇氣邀約，嘗試自己打扮，卻被LIPxLIP認為日和的土包子形象無法表白成功，決定幫日和改造。爾後LIPxLIP偷偷跟到公園看，發現是不同事務所的偶像而衝出去阻止，後來告白被拒絕以失敗結束。
「成為女主角！」動畫、「女主角在平均以下」歌曲：白波渚是日和的青梅竹馬且暗戀日和，於第6集邀日和一起去聽FT4的演唱會，原本日和沒打算為了聽演唱會打扮，但由於LIPxLIP對同公司的前輩有競爭心理（於第2集在廣播節目錄音室被前輩拆穿假面具），半強迫幫日和改造；另外日和在兩位偶像的鼓勵下也想向渚證明自己也可以很可愛，故為此請LIPxLIP幫忙。日和對男女之情極為遲鈍，沒有跟LIPxLIP明說渚其實是男生。日和目前無法理解喜歡到底是什麼，因此拒絕白波渚的告白。
後來得知千鶴是散播照片的兇手，最終選擇與千鶴談一談，兩人打了一架後各自說出真心話，並向她坦白自己以前的工作，帶她到演唱會，也因為她幫LIPxLIP找回一位粉絲而得到兩位偶像的認同，因此又重回實習經紀人的職務。
服部樹里（聲：佐倉綾音（日本））
參演作品：成為女主角！~被討厭的女主角和秘密的工作~。
櫻丘高校一年級新生，日和的同班同學及好友。經常到山本幸大工作的咖啡店喝咖啡。山本幸大的女朋友。
主打樂曲為他誇我可愛、有人說我很可愛、我們,戀人宣言!
中村千鶴（聲：早見沙織（日本））
參演作品： 成為女主角！~被討厭的女主角和秘密的工作~。
主打樂曲為同擔拒否、推し★ごと、這麼可愛真是抱歉
櫻丘高校一年級新生，日和的同班同學及好友，私下是地雷系打扮，迷戀愛藏的地雷女。自Lip x Lip剛成立便支持他們、被LIP×LIP 認可的粉絲，有跟蹤與偷拍的變態行徑，後來因一時衝動差點毀了Lip x Lip的事業而改掉壞習慣。在歌曲「推し★ごと」裡，為了應援所需的金錢而到女僕咖啡廳打工。迷戀愛藏，在打工的更衣室櫥櫃貼了許多愛藏的照片。即使與偶像同班，也因為貫徹自己的理念：不能打擾偶像的私生活，故沒有被任何人發現其實是偶像的粉絲。日和最初表明自己對偶像沒興趣，爾後又跟Lip x Lip走的太親近，覺得日和偽善而心生忌妒，故意把自己偷拍的照片散播到學校，之後被學生散播到網路上，引起軒然大波。事後坦白自己平常會跟蹤偷拍，是出於不想打擾偶像的私生活，並表示自己造成偶像的麻煩而失去當粉絲的資格，後來在談話後與日和和解，並繼續支持LIPxLIP。被LIPxLIP認可，並在情人節在學校送巧克力給愛藏。

#### 相關人員
明智咲（聲：綠川光（日本）；竺諺鴻（香港，電影版））
主打樂曲為留堂老師、喜愛厭惡多數派。
參演作品：從好久以前就喜歡你。～告白實行委員會～、無論何時我們的戀情都是10厘米。、成為女主角！~被討厭的女主角和秘密的工作~。
被春輝稱為「咲哥」， 古典課老師。電影研究部顧問。看起來很嚴肅，有種難以接近的氛圍，但事實上是一位很關心學生的老師。為了戒煙而經常把棒棒糖放在口袋。說要戒煙但不成功，還說因為是大人所以是抽菸占2成，棒棒糖則占3成。為了不被粉筆弄髒衣服而經常穿著白色外套。
和春輝的哥哥是好朋友，一起學習和玩樂，但一次悲劇，春輝的哥哥因溺水而去世（但其實芹澤千秋本身身體就不太好，雖然因溺水而住院，但應該是因溺水後的症狀去世），明智老師因此而非常自責，認為是自己的責任。隨著春輝長大，他的樣子愈來愈像哥哥，老師開始疏遠他，可能是怕會害到他。春輝一直希望他們的關係能變回像哥哥去世前那樣，而最終春輝也成功開解老師，和好如初。要求春輝在校內叫他老師，不然叫教授也可以。
芹澤千秋（聲：木村良平（日本））
主打樂曲為聽到了嗎、線香花火、喜愛厭惡多數派。
參演作品：無論何時我們的戀情都是10厘米。。
明智老師高中生時期的同學。春輝的哥哥，長相跟春輝非常相似。因救溺水的人而去世，當時被救的人恰巧就是美櫻。動畫版中在春輝的回憶中千秋救人後，沒馬上因溺水而去世，而是從之後起就臥病在床，後因病情惡化而去世，並未提及溺水到住院後，是哪部分受了損傷而導致病情惡化。

### 偶像藝人相關

#### 寺門藝人事務所
成海萌奈（聲：夏川椎菜（日本））
主打樂曲為我的偶像宣言、Fan Service、No.1、我的伙伴、Sis×Love、超絕可愛。
參演作品：LIP X LIP享受這世界的方法、成為女主角！~被討厭的女主角和秘密的工作~。
漫畫-我的偶像宣言的女主角。
4月24日生日，成海聖奈的妹妹，剛出道的偶像，藝名為「mona」。未出道前偶遇勇次郎並因為其惡劣個性並立即發現他的偶像身份，對他的雙面性格厭惡，私下稱他為「討厭的東西」。唱功很好，不服輸的性格。原先因為姊姊的緣故有些自卑，而後被發現其唱功而當上了偶像。起初演唱會在LIP x LIP之後登場表現不佳，並在後臺被勇次郎諷刺勸其放棄而失落地在大雨中淋雨，後被巧遇的愛藏撐傘並受其鼓勵，隨後偶然看見LIP x LIP雖然個性討人厭卻非常努力，而後重新振作。為了夢想，作出不戀愛宣言。剛出道不久被變態大叔騷擾，所幸被日和拯救後與其成為好朋友，於「成為女主角」最後一集在事務所巧遇，並得知彼此的身份。
南（聲：豐永利行（日本））
主打樂曲為小小的獅子、和你告白也可以嗎、耀眼的愛、1％的戀人。
跟奈久留一起拍攝MV，後來愛上她。告白但以失敗告終。

#### 「LIP×LIP」
染谷勇次郎（聲：内山昂輝（日本））
電影《LIP X LIP享受這世界的方法》、電視動畫《成為女主角！~被討厭的女主角和秘密的工作~》及特典動畫《涼海日和的『LIP×LIP』取材報告!》的主角。
主打樂曲為Romeo、Non-Fantasy、必要不可欠、月之公主、來談戀愛吧、Repaint、夢的吹奏樂、果然是最強的！、巧克力女友、Rodeo、Judge☆、小小的獅子、青華。
參演作品：LIP X LIP享受這世界的方法、成為女主角！~被討厭的女主角和秘密的工作~。
2月22日生日，櫻丘高校一年級新生，男偶像雙人團體「LIP×LIP」的成員；外在形象性格隨和、品學兼優，實則個性惡劣。因母親再婚而成為歌舞伎世家-染谷的孩子，從小學習歌舞伎相關但最終被父親說沒有才華不會讓他繼承，故失去人生目標。中學三年級時在偶像徵選上因優良歌喉，在梅比斯藝能事務所旗下開始與愛藏組成LIP X LIP的偶像事業。
柴崎愛藏（聲：島崎信長（日本））
電影《LIP X LIP享受這世界的方法》、電視動畫《成為女主角！~被討厭的女主角和秘密的工作~》及特典動畫《涼海日和的『LIP×LIP』取材報告!》的主角。
主打樂曲為Romeo、Non-Fantasy、必要不可欠、月之公主、來談戀愛吧、Repaint、夢的吹奏樂、果然是最強的！、巧克力女友、Rodeo、Judge☆、小小的獅子、YELLOW。
參演作品：LIP X LIP享受這世界的方法、成為女主角！~被討厭的女主角和秘密的工作~。
2月22日生日，櫻丘高校一年級新生。男偶像雙人團體「LIP×LIP」的成員，柴崎健的弟弟。小六時因父母離婚以及家庭氣氛的改變使他不再唱歌，中學三年級時在偶像徵選上獲得認可，在梅比斯藝能事務所旗下開始與勇次郎組成LIP X LIP的偶像事業。因外貌時常被認為是輕浮隨便的人，但其實非常純情並且很會察言觀色，意外的體貼。

#### 「ASCANA」
海堂飛鳥（聲：藤原丈一郎@浪花男子（日本））
參演作品：LIP X LIP享受這世界的方法。
主打樂曲為膽小鬼們的征服世界。男偶像雙人團體「ASCANA」的成員。高中一年級，在小說中是日和暗戀的對象，是莓谷星空的青梅竹馬。於書店打工。
莓谷星空（聲：大橋和也@浪花男子（日本））
參演作品：LIP X LIP享受這世界的方法。
主打樂曲為膽小鬼們的征服世界。男偶像雙人團體「ASCANA」的成員。高中二年級，是海堂飛鳥的青梅竹馬。

#### 「Full Throttle4」
IV（聲：福山潤（日本））
主打樂曲為TO FAMILY、TIME LINE、BROTHER、GOOD BYE、FAKE STAR 。
參演作品：LIP X LIP享受這世界的方法、成為女主角！~被討厭的女主角和秘密的工作~。
男子跳唱組合「Full Throttle4」的經理人兼DJ。
YUI（聲：齊藤壯馬（日本））
主打樂曲為TO FAMILY、TIME LINE、BROTHER、GOOD BYE、FAKE STAR 。
參演作品：LIP X LIP享受這世界的方法、成為女主角！~被討厭的女主角和秘密的工作~。
男子跳唱組合的「Full Throttle4」的主唱。
RIO（聲：內田雄馬（日本））
主打樂曲為TO FAMILY、TIME LINE、BROTHER、GOOD BYE、FAKE STAR 。
參演作品：LIP X LIP享受這世界的方法、成為女主角！~被討厭的女主角和秘密的工作~。
男子跳唱組合的「Full Throttle4」的主唱。
MEGU（聲：柿原徹也（日本））
主打樂曲為TO FAMILY、TIME LINE、BROTHER、GOOD BYE、FAKE STAR 。
參演作品：LIP X LIP享受這世界的方法、成為女主角！~被討厭的女主角和秘密的工作~。
男子跳唱組合的「Full Throttle4」的舞者。
DAI（聲：增田俊樹（日本））
主打樂曲為TO FAMILY、TIME LINE、BROTHER、GOOD BYE、FAKE STAR 。
參演作品：LIP X LIP享受這世界的方法、成為女主角！~被討厭的女主角和秘密的工作~。
男子跳唱組合的「Full Throttle4」的舞者。

### 其他學校
扇野涼（聲：井上麻里奈（日本））
主打樂曲為戀愛成就。
熱愛運動的女孩，跟《懷舊的降雨》中的扇野一色是親戚。根據《東京冬日相會》中的一幕及《戀愛成就》的MV，和戀雪是一對，但歌詞及MV皆未詳細說明兩人是如何在一起的。
小林
主打樂曲為星期一的憂鬱、給天使送花束。萌奈的粉絲。
三浦加戀
主打樂曲為少女們啊。、心的主張、心的誓言、醜陋的生物、Revenge Game。
初中時期和亞里紗同班，在班上被同學排擠，但亞里紗想幫助加戀，卻因為同儕的壓力而成為旁觀者，不料最後卻變成亞里紗被排擠，加戀也成為亞里紗原本擔任的旁觀者角色。就讀水鈴高中，和其他角色們就讀不同所學校，在高中時期因不滿過去的自己，而改變了自己對人的態度和心態。在2015年的歌曲《心的主張》中首次出現，當時的加戀還是名初中生，接著在2019年的新歌《少女們啊。》中再次出現，並以她的故事作為此歌的背景故事，此時的加戀已是名高中生。在文具店的試寫區跟隅田用紙筆聊天。
因為曲目《少女們啊。》和隅田一起被合稱「試寫組」。
隅田惠
主打樂曲為少女們啊。、心的誓言、Revenge Game。
加戀的同班同學，水鈴高中棒球社成員。喜歡加戀。在文具店的試寫區跟加戀用紙筆聊天，曾經拼錯HoneyWorks跟CHiCO的名字。
因為曲目《少女們啊。》和加戀一起被合稱「試寫組」。
鷹野千紗
主打樂曲為心的誓言、醜陋的生物。
加戀的同學。雖然性格偏向男性但很粗心，但可能是因為長期沒有和人打交道因此被孤立了。興趣是畫BL的插圖。雖然習慣了一個人呆著，但是因為被加戀搭話而成為了朋友。而且雖然是同性，但是被加戀所吸引。因為加戀有男朋友(惠),所以決斷絕了雙方關係。
白波渚（聲：榎木淳彌（日本））
參演作品：成為女主角！~被討厭的女主角和秘密的工作~。
主打樂曲：我武者羅、對喜歡的孩子說了謊。
日和的青梅竹馬，與日和同屬初中田徑社，人設為家境富裕、人帥及聰明、品性好。由於小時候看到穿可愛裙子的日和，不希望被其他人看到，所以故意說出不適合的違心之論，導致日和之後對於穿裙子有所自卑。喜歡日和的全部，已於「成為女主角！」中告白，被日和以目前想專心高中生活/打工/田徑為由拒絕，但仍誓言不會放棄，大學打算到東京上大學學管理。歌曲《對喜歡的孩子說了謊》表達了想當日和的白馬王子，並創造一個不輸給童話故事的兩人故事。

### 其他角色
扇野一色
主打樂曲為懷舊的降雨。跟扇野涼是親戚。
奈久留
跟南一起拍攝MV，南喜歡的人。疑似被男朋友家暴，但卻脫離不了毒性關係。
田村 玲（聲：澤城美雪（日本））
參演作品：LIP X LIP享受這世界的方法、成為女主角！~被討厭的女主角和秘密的工作~。
梅比斯事務所的社長，旗下藝人包括LipLip及FT4。
內田 茉優（聲：茅野愛衣（日本））
參演作品：LIP X LIP享受這世界的方法、成為女主角！~被討厭的女主角和秘密的工作~。
梅比斯事務所的經理，旗下藝人包括LipLip及FT4。
柴崎 裕子（聲：堀江由衣（日本））
參演作品：LIP X LIP享受這世界的方法。
柴崎健及柴崎愛藏的母親。
染谷 玉五郎（聲：平田廣明（日本））
參演作品：LIP X LIP享受這世界的方法、成為女主角！~被討厭的女主角和秘密的工作~。
勇次郎的後父。歌舞技家族當家。
染谷 多惠（聲：桑島法子（日本））
參演作品：LIP X LIP享受這世界的方法。
勇次郎的母親。
染谷 光一郎（聲：土岐隼一（日本））
參演作品：LIP X LIP享受這世界的方法、成為女主角！~被討厭的女主角和秘密的工作~。
勇次郎的同母異父的弟弟。染谷家繼承人。討厭未出道前的勇次郎。個性意外地體貼。

## 歌曲列表

### 迷你専輯
以登場人物為中心，於Youtube及NICONICO動畫上發表的迷你専輯。
| 曲序 | 日文標題 | 翻譯標題                 | 主唱                                   | 相關角色                                             | 發佈日期       | 收錄專輯                                |
| ---- | -------- | ------------------------ | -------------------------------------- | ---------------------------------------------------- | -------------- | --------------------------------------- |
| 01   |          | 初戀的繪本 -arrangement- | GUMI                                   | 美櫻、春輝                                           | 2013年4月25日  |                                         |
| 02   |          | 星期五的早安             | GUMI                                   | 翠、聖奈                                             | 2014年7月2日   | ボカコレ3                               |
| 03   |          | 心的主張                 | CHiCO                                  | 亞里紗、健、虎太朗                                   | 2015年11月13日 | 充滿i的世界                             |
| 04   |          | 這就是青春懂了嗎         | CHiCO、sana                            | 戀雪、虎太朗、雛                                     | 2017年8月28日  |                                         |
| 05   |          | 懷舊的降雨               | CHiCO                                  | 一色、涼                                             | 2018年1月19日  | 將我染色的i之歌                         |
| 06   |          | 我的偶像宣言             | CHiCO                                  | 萌奈                                                 | 2018年3月3日   | 將我染色的i之歌                         |
| 07   |          | 成為女主角！             | 水瀨祈                                 | 日和、勇次郎、愛藏                                   | 2020年8月7日   | 成為女主角！ / 1％的戀人                |
| 08   |          | 1％的戀人                | 豐永利行                               | 南、奈久留                                           | 2020年8月21日  | 成為女主角！ / 1％的戀人                |
| 09   |          | 婚約戰爭                 | 神谷浩史、梶裕貴、鈴村健一             | 瀬戸口優（國王）、望月蒼太（偵探）、芹沢春輝（怪盜） | 2020年11月6日  | 婚約戰爭/怕寂寞的人                     |
| 10   |          | 怕寂寞的人               | 江口拓也、島崎信長                     | 柴崎健、柴崎愛蔵                                     | 2020年11月21日 | 婚約戰爭/怕寂寞的人                     |
| 11   |          | 享受這世界的方法         | 内山昂輝、島崎信長                     | 勇次郎、愛藏                                         | 2020年12月18日 | LOVE & KISS/享受這世界的方法            |
| 12   |          | LOVE & KISS              | 内山昂輝、島崎信長                     | 勇次郎、愛藏                                         | 2020年12月25日 | LOVE & KISS/享受這世界的方法            |
| 13   |          | Julieta                  | 内山昂輝、島崎信長                     | 勇次郎、愛藏                                         | 2022年6月23日  | Julieta                                 |
| 14   |          | 青藍色                   | 内山昂輝、島崎信長                     | 勇次郎、愛藏                                         | 2022年6月16日  | Julieta                                 |
| 15   |          | 竟然去別的傢伙           | 内山昂輝                               | 勇次郎                                               | 2021年8月29日  | 電視動畫《成為女主角！》BD/DVD第1卷附送 |
| 16   |          | 沒有我，你活不下去嗎?    | 島崎信長                               | 愛藏                                                 | 2022年7月29日  | 電視動畫《成為女主角！》BD/DVD第1卷附送 |
| 17   |          | 新時代                   | 齊藤壯馬、內田雄馬、内山昂輝、島崎信長 | YUI、RIO、勇次郎、愛藏                               | 2022年8月28日  | 電視動畫《成為女主角！》BD/DVD第1卷附送 |

### 單曲列表
| 原文曲目 | 翻譯標題            | 歌手                                      | 相關角色             | 發佈日期       |
| -------- | ------------------- | ----------------------------------------- | -------------------- | -------------- |
|          | 世界陷入了愛河。    | CHiCO                                     | 扇野涼               | 2014年7月25日  |
|          | 戀愛成就            | CHiCO                                     | 扇野涼               | 2015年10月9日  |
|          | 心的主張            | CHiCO                                     | 加戀、亞里紗         | 2015年11月13日 |
|          | 星期一的憂鬱        | MV:天月                                   | 小林、萌奈           | 2019年7月7日   |
|          | 少女們啊。          | CHiCO                                     | 加戀                 | 2019年7月25日  |
|          | 膽小鬼們的世界征服  | MV:大橋和也@浪花男子、藤原丈一郎@浪花男子 | 飛鳥、星空           | 2019年10月8日  |
|          | 閃亮的婚禮          | MV:大橋和也@浪花男子、藤原丈一郎@浪花男子 | 飛鳥、星空           | 2020年8月31日  |
|          | 幸福。              | Hanon、Kotoha                             | 成海夫妻、聖奈、萌奈 | 2020年9月3日   |
|          | 布丁和奶油燉菜      | MV:大橋和也@浪花男子、藤原丈一郎@浪花男子 | 飛鳥、星空           | 2020年12月3日  |
| Lv.1     | Lv.1                | 大橋和也@浪花男子、藤原丈一郎@浪花男子    | 飛鳥、星空           | 2021年10月31日 |
|          | Step x Smile x Step | MV:大橋和也@浪花男子、藤原丈一郎@浪花男子 | 飛鳥、星空           | 2022年1月26日  |
|          | 給天使送花束        | MV:天月                                   | 小林、萌奈           | 2022年8月9日   |

## 專輯CD

### 從好久以前就喜歡你。
《從好久以前就喜歡你。》是HoneyWorks正式出道的第一張專輯，同時是告白實行委員會的第一張專輯，專輯內只有部分曲子與這系列有關。除了在NICONICO動畫已經發表過的歌曲，還有另外創作的歌曲。封面由Yamako繪製。專輯分為三種版本，分別為：
- 初回生產限定盤Ａ：CD＋DVD＋漫畫
  - 規格編號：SMCL-322～324
  - 封面為告白預演（夏樹和優）
  - Yamako特別繪製專輯盒
  - DVD《告白預演 短篇故事》——《告白預演》、《初戀的繪本》、《嫉忌的答覆》三首歌的配音漫畫和動畫
  - 漫畫《告白預演 序章》——由Yamako特別繪製，共72頁
- 初回生產限定盤Ｂ：CD＋DVD
  - 規格編號：SMCL-325～326
  - 封面為嫉忌的答覆（燈里和蒼太）
  - Yamako特別繪製專輯盒
  - DVD《告白預演 短篇故事》——《告白預演》、《初戀的繪本》、《嫉忌的答覆》三首歌的配音漫畫和動畫
- 通常盤：CD
  - 規格編號：SMCL-327
  - 封面為初戀的繪本（美櫻和春輝）
  - Yamako特別繪製專輯盒

| CD   | CD                          | CD       | CD                                           | CD   |
| 曲序 | 曲目                        | 原文曲目 | 备注                                         | 时长 |
| ---- | --------------------------- | -------- | -------------------------------------------- | ---- |
| 1.   | 嫉忌的答覆                  |          | GUMI                                         | 3:38 |
| 2.   | 竹林一夜轟動                |          | 鏡音鈴、鏡音連                               | 4:06 |
| 3.   | 病名戀愛煩惱                |          | GUMI                                         | 4:17 |
| 4.   | 初始的再見                  |          | 初音未來                                     | 4:29 |
| 5.   | 喜歡討厭                    |          | 鏡音鈴、鏡音連                               | 4:47 |
| 6.   | 掩飾害羞思春期              |          | 鏡音連                                       | 3:28 |
| 7.   | 英雄的記憶不會結束          |          | 鏡音鈴、鏡音連                               | 3:43 |
| 8.   | 覆盆子*怪物                 |          | 初音未來                                     | 2:54 |
| 9.   | 告白預演                    |          | GUMI                                         | 2:39 |
| 10.  | 初戀的繪本                  |          | GUMI                                         | 3:18 |
| 11.  | 寵物店女孩 ～Haniwa style～ |          | 初音未來、鏡音鈴、鏡音連、GUMI、IA、兔眠莉音 | 4:35 |
| 12.  | 現在稍為成了話題的神明      |          | GUMI                                         | 3:21 |
| 13.  | 你的天空這般悲傷而美麗      |          | 兔眠莉音、初音未來                           | 3:18 |
| 14.  | 在你又再想要歌唱起來之時。  |          | GUMI                                         | 3:52 |
| 15.  | 愛情＠騙子                  |          | GUMI                                         | 3:46 |
| 16.  | Rockbell                    |          | IA                                           | 3:46 |
| 17.  | 聽說吉田要離家出走          |          | 初音未來                                     | 3:47 |
| 18.  | 第三次布丁戰爭              |          | 初音未來、GUMI                               | 1:52 |
| 19.  | 愛哭鬼男朋友                |          | 鏡音連、初音未來                             | 4:37 |

| DVD  | DVD                             | DVD      | DVD                                                        |
| 曲序 | 曲目                            | 原文曲目 | 备注                                                       |
| ---- | ------------------------------- | -------- | ---------------------------------------------------------- |
| 1.   | 告白預演 短篇故事 電子漫畫&動畫 |          | 瀨戶口優、榎本夏樹、望月蒼太、早坂燈里、芹澤春輝、合田美櫻 |

### 我的話就不行嗎?
《我的話就不行嗎?~「告白實行委員會」角色歌曲集~》（日语：僕じゃダメですか?~「告白実行委員会」キャラクターソング集~）是告白實行委員會的第二張專輯，專輯內的曲子全都由聲優翻唱。除了在NICONICO動畫已經發表過的歌曲，還有另外創作的歌曲。封面由Yamako繪製。專輯分為兩種版本，分別為：
- 初回生產限定盤：CD＋DVD＋漫畫
  - 規格編號：SMCL-363〜365
  - 封面為蒼太
  - Yamako特別繪製專輯盒
  - DVD《嫉忌的答覆 短篇故事》
  - 漫畫《嫉忌的答覆 序章》——由Yamako特別繪製，共82頁
- 通常盤：CD
  - 規格編號：SMCL-366
  - 封面為燈里
  - Yamako特別繪製專輯盒

| CD   | CD                           | CD       | CD                                                                 | CD   |
| 曲序 | 曲目                         | 原文曲目 | 备注                                                               | 时长 |
| ---- | ---------------------------- | -------- | ------------------------------------------------------------------ | ---- |
| 1.   | 嫉忌的答覆                   |          | CD:望月蒼太(CV:梶裕貴) MV:GUMI                                     | 3:39 |
| 2.   | 告白情敵宣言                 |          | CD:綾瀨戀雪(CV:代永翼) MV:GUMI                                     | 3:51 |
| 3.   | 我於此刻戀上你。             |          | CD:瀨戶口雛(CV:麻倉桃) MV:初音未來                                 | 4:16 |
| 4.   | 掩飾害羞思春期               |          | CD:瀨戶口優(CV:神谷浩史) MV:鏡音連                                 | 3:26 |
| 5.   | <廣播劇>放課後對——話!男生篇  |          | CD:瀨戶口優、望月蒼太、芹澤春輝                                    | 3:28 |
| 6.   | 告白預演                     |          | CD、MV1:榎本夏樹(CV:戶松遙) MV2:GUMI                               | 2:40 |
| 7.   | 三角嫉忌                     |          | CD、MV：榎本虎太朗(CV:花江夏樹)                                    | 3:24 |
| 8.   | 初戀的繪本                   |          | CD、MV1:合田美櫻(CV:豐崎愛生) MV2:GUMI                             | 3:19 |
| 9.   | 再見了雙向暗戀               |          | CD、MV1:芹澤春輝(CV:鈴村健一) MV2:GUMI                             | 4:30 |
| 10.  | <廣播劇>放課後對——話!女生篇  |          | 榎本夏樹、早坂燈里、合田美櫻                                       | 3:15 |
| 11.  | 告白預演-another story-      |          | CD、MV1瀨戶口優(CV:神谷浩史) MV2:鏡音連                            | 2:39 |
| 12.  | 病名戀愛煩惱                 |          | CD:榎本夏樹(CV:戶松遙) MV:GUMI                                     | 4:17 |
| 13.  | 初戀的繪本-another story-    |          | CD:芹澤春輝(CV:鈴村健一)                                           | 3:16 |
| 14.  | 未來圖像                     |          | CD:合田美櫻(CV:豐崎愛生)                                           | 3:29 |
| 15.  | <廣播劇>放課後對——話!回答篇? |          | 瀨戶口優、榎本夏樹、望月蒼太、早坂燈里、芹澤春輝、合田美櫻、明智咲 | 5:28 |
| 16.  | 留堂老師                     |          | CD:明智咲(CV:綠川光) MV:flower                                     | 5:09 |
| 17.  | 星期五的早安-another story-  |          | CD:成海聖奈(CV:雨宮天) MV:初音未來                                 | 3:59 |
| 18.  | 嫉忌的答覆-another story-    |          | CD:早坂燈里(CV:阿澄佳奈) MV:初音未來                               | 3:38 |

| DVD  | DVD                               | DVD      | DVD |
| 曲序 | 曲目                              | 原文曲目 | 备注 |
| ---- | --------------------------------- | -------- | --- |
| 1.   | 嫉忌的答覆 短篇故事 電子漫畫&動畫 |          | 瀨戶口優、榎本夏樹、望月蒼太、早坂燈里、芹澤春輝、合田美櫻、瀨戶口雛、榎本虎太朗、明智咲、綾瀨戀雪、成海聖奈 |

### 喜歡上你的那瞬間。
《喜歡上你的那瞬間。》是告白實行委員會的第三張專輯，專輯內的曲子全都由sana翻唱。除了在NICONICO動畫已經發表過的歌曲，還有另外創作的歌曲。封面由Yamako繪製。專輯分為兩種版本，分別為：
- 初回生產限定盤：CD＋DVD＋漫畫
  - 規格編號：SMCL-389〜391
  - 封面為雛及虎太朗的正面、戀雪的側面
  - Yamako特別繪製專輯盒
  - DVD《我於此刻戀上你。 短篇故事》
  - 漫畫《我於此刻戀上你。 序章》——由Yamako特別繪製
- 通常盤：CD
  - 規格編號：SMCL-392
  - 封面為雛及戀雪的正面、虎太朗的側面
  - Yamako特別繪製專輯盒

| CD   | CD                            | CD       | CD              | CD   |
| 曲序 | 曲目                          | 原文曲目 | 备注            | 时长 |
| ---- | ----------------------------- | -------- | --------------- | ---- |
| 1.   | 求婚                          |          | sana            | 2:03 |
| 2.   | 我於此刻戀上你。              |          | sana            | 3:51 |
| 3.   | 無需言語的約定                |          | sana            | 4:14 |
| 4.   | 東京夏日相會                  |          | sana feat.CHiCO | 3:47 |
| 5.   | 曉月夜-AKATSUKIZUKUYO-        |          | sana            | 4:40 |
| 6.   | 未來圖像                      |          | sana            | 3:33 |
| 7.   | <廣播劇>午飯對——話!男之友情篇 |          |                 | 4:30 |
| 8.   | Tanataro                      |          | sana            | 4:12 |
| 9.   | 魔法旋律                      |          | sana            | 4:29 |
| 10.  | 再見了雙向暗戀                |          | sana            | 4:30 |
| 11.  | 三角嫉忌 -another story-      |          | sana            | 3:23 |
| 12.  | 恋ヲウチヌケ                  |          | sana            | 4:04 |
| 13.  | <廣播劇>午飯對——話!女之友情篇 |          |                 | 4:29 |
| 14.  | Little Regret                 |          | sana            | 4:05 |
| 15.  | 告白情敵宣言                  |          | sana            | 3:50 |
| 16.  | 星期五的早安 -love story-     |          | sana feat. Gero | 3:59 |
| 17.  | 媽媽                          |          | sana            | 3:51 |
| 18.  | 壞心眼的邂逅                  |          | sana            | 3:47 |

| DVD  | DVD                                    | DVD      | DVD |
| 曲序 | 曲目                                   | 原文曲目 | 备注 |
| ---- | -------------------------------------- | -------- | --- |
| 1.   | 我於此刻戀上你。短篇故事 電子漫畫&動畫 |          | 瀨戶口雛、榎本虎太朗、綾瀨戀雪、瀨戶口優、榎本夏樹、望月蒼太、早坂燈里、芹澤春輝、合田美櫻、成海聖奈、高見澤亞里紗 |

### 無論幾次，都喜歡你。
《無論幾次，都喜歡你。》是告白實行委員會的第四張專輯，專輯內的曲子全都由唱見及聲優翻唱。除了在NICONICO動畫已經發表過的歌曲，還有另外創作的歌曲。封面由Yamako繪製。專輯分為兩種版本，分別為：
- 初回生產限定盤：CD＋DVD＋漫畫
  - 規格編號：SMCL-466〜468
  - 封面為雛及亞里紗
  - Yamako特別繪製專輯盒
  - DVD《Romeo 短篇故事》
  - 漫畫《Romeo 序章》——由Yamako特別繪製
- 通常盤：CD
  - 規格編號：SMCL-469
  - 封面為夏樹、優、燈里、蒼太、美櫻及春輝
  - Yamako特別繪製專輯盒

| CD   | CD                                | CD                       | CD                                                               | CD   |
| 曲序 | 曲目                              | 原文曲目                 | 备注                                                             | 时长 |
| ---- | --------------------------------- | ------------------------ | ---------------------------------------------------------------- | ---- |
| 1.   | 戀色中綻放                        |                          | CD,MV:CHiCO with HoneyWorks                                      | 4:04 |
| 2.   | 學長。                            |                          | CD,MV1:HoneyWorks meets TrySail MV2:鎖那                         | 5:13 |
| 3.   | 想要變得可愛                      |                          | CD,MV1:成海聖奈(CV:雨宮天) MV2:鎖那                              | 4:13 |
| 4.   | 我呼喚你名字的那天                |                          | CD,MV1:望月蒼太(CV:梶裕貴) MV2:GUMI                              | 5:07 |
| 5.   | 東京夏日相會                      |                          | CD,MV:瀨戶口優、榎本夏樹、望月蒼太、早坂燈里、芹澤春輝、合田美櫻 | 3:47 |
| 6.   | 心的主張                          |                          | CD:高見澤亞里紗(CV:東山奈央) MV:CHiCO with HoneyWorks            | 3:50 |
| 7.   | Romeo                             |                          | CD:勇次郎(CV:內山昂輝)、愛藏(CV:島崎信長)                        | 5:17 |
| 8.   | 我於此刻戀上你。 -triangle story- |                          | CD:榎本虎太朗(CV:花江夏樹) MV:GUMI                               | 5:12 |
| 9.   | 喜歡和喜歡的方程式                |                          | CD:HoneyWorks meets Mafumafu                                     | 2:31 |
| 10.  | Destiny -CV arrangement-          | Destiny -CV arrangement- | CD:榎本夏樹(CV:戶松遙)                                           | 5:53 |
| 11.  | 掩飾害羞記念日                    |                          | CD:瀨戶口優(CV:神谷浩史)                                         | 3:27 |
| 12.  | 連接著花的紅線                    |                          | CD,MV:瀨戶口雛(CV:麻倉桃)                                        | 4:14 |
| 13.  | 星期日的秘密                      |                          | CD,MV:濱中翠(CV:Gero)、成海聖奈(CV:雨宮天)                       | 5:04 |
| 14.  | 我終於知道戀愛滋味的那天          |                          | CD,MV1:早坂燈里(CV:阿澄佳奈) MV2:GUMI MV3:Hanon                  | 5:10 |
| 15.  | 明明應該最討厭了。                |                          | CD,MV:HoneyWorks meets 蘋果軍團 + 真夏尊敬軍團 from 乃木坂46     | 5:06 |
| 16.  | 你與我的每分每秒                  |                          | CD,MV:HoneyWorks meets Sphere                                    | 5:26 |

| DVD  | DVD                              | DVD                                                      | DVD                                                        |
| 曲序 | 曲目                             | 原文曲目                                                 | 备注                                                       |
| ---- | -------------------------------- | -------------------------------------------------------- | ---------------------------------------------------------- |
| 1.   | Romeo 短篇故事 電子漫畫&動畫     | ロメオショートストーリー デジタルコミック&アニメーション | 涼海日和、染谷勇次郎、柴崎愛藏                             |
| 2.   | 學長。 -N.Edit- (MUSIC VIDEO)    | センパイ。 -N.Edit- (MUSIC VIDEO)                        | HoneyWorks meets TrySail                                   |
| 3.   | 明明應該最討厭了。 (MUSIC VIDEO) | 大嫌いなはずだった。 (MUSIC VIDEO)                       | HoneyWorks meets 蘋果軍團 + 真夏尊敬軍團 from 乃木坂46     |
| 4.   | 你與我的每分每秒 (MUSIC VIDEO)   | 一分一秒君と僕の (MUSIC VIDEO)                           | HoneyWorks meets Sphere                                    |
| 5.   | 東京夏日相會 (MUSIC VIDEO)       | 東京サマーセッション (MUSIC VIDEO)                       | 瀨戶口優、榎本夏樹、望月蒼太、早坂燈里、芹澤春輝、合田美櫻 |

### 太喜歡了不妙。
《太喜歡了不妙。～告白實行委員會角色歌曲集～》（日语：好きすぎてやばい。〜告白実行委員会キャラクターソング集〜）是告白實行委員會的第五張專輯，專輯內的曲子全都由聲優翻唱。除了在NICONICO動畫已經發表過的歌曲，還有另外創作的歌曲。封面由Yamako繪製。專輯分為兩種版本，分別為：
- 初回生產限定盤：2張CD＋DVD
  - 規格編號：SMCL-635〜637
  - 封面為聖奈
  - Yamako特別繪製專輯盒
  - DVD LIP×LIP取材報告
  - 附有隨機壓克力掛飾
- 通常盤：2張CD
  - 規格編號：SMCL-638〜639
  - 封面為日和
  - Yamako特別繪製專輯盒
  - 附有隨機壓克力掛飾

| CD DISC1 | CD DISC1           | CD DISC1 | CD DISC1                                                         | CD DISC1 |
| 曲序     | 曲目               | 原文曲目 | 备注                                                             | 时长     |
| -------- | ------------------ | -------- | ---------------------------------------------------------------- | -------- |
| 1.       | 女主角育成計劃     |          | CD,MV:涼海日和(CV:水瀨祈)                                        | 3:39     |
| 2.       | Fiancee            |          | CD:勇次郎(CV:內山昂輝)、愛藏(CV:島崎信長) MV:GUMI & 初音未來     | 4:03     |
| 3.       | No.1               | No.1     | CD,MV:mona(CV:夏川椎菜)                                          | 4:33     |
| 4.       | 我的天使           |          | CD,MV:成海聖奈(CV:雨宮天)                                        | 4:22     |
| 5.       | 傲慢甜心           |          | CD:柴崎健(CV:江口拓也) MV:GUMI                                   | 3:58     |
| 6.       | 戀愛成就           |          | CD,MV:扇野涼(CV:井上麻里奈)                                      | 4:52     |
| 7.       | 我的偶像宣言       |          | CD,MV1:mona(CV:夏川椎菜) MV2:CHiCO MV3:初音未來                  | 4:28     |
| 8.       | 耀眼的愛           |          | CD,MV:南(CV:豊永利行)                                            | 3:27     |
| 9.       | 透過鏡片的景色     |          | CD,MV:山本幸大(CV:松岡禎丞)                                      | 4:17     |
| 10.      | 明明應該最討厭了。 |          | CD,MV:瀨戶口雛(CV:麻倉桃)、榎本虎太朗(CV:花江夏樹)               | 5:06     |
| 11.      | 謝謝你選擇了我。   |          | CD,MV:瀨戶口雛(CV:麻倉桃)、榎本虎太朗(CV:花江夏樹)               | 4:05     |
| 12.      | 東京冬日相會       |          | CD,MV:瀨戶口優、榎本夏樹、望月蒼太、早坂燈里、芹澤春輝、合田美櫻 | 4:15     |

| CD DISC2 | CD DISC2                | CD DISC2 | CD DISC2                                                         | CD DISC2 |
| 曲序     | 曲目                    | 原文曲目 | 备注                                                             | 时长     |
| -------- | ----------------------- | -------- | ---------------------------------------------------------------- | -------- |
| 1.       | Fan Service             |          | CD,MV:mona(CV:夏川椎菜)                                          | 4:08     |
| 2.       | 壞心眼的邂逅            |          | CD,MV1:柴崎健(CV:江口拓也) MV2:初音未來                          | 3:48     |
| 3.       | 傲慢甜心-another story- |          | CD:高見澤亞里紗(CV:東山奈央) MV:初音未來                         | 3:59     |
| 4.       | 喜愛厭惡多數派          |          | CD:芹澤千秋(CV:木村良平)、明智咲(CV:綠川光)                      | 3:25     |
| 5.       | Re:初戀的繪本           |          | CD,MV:合田美櫻(CV:豐崎愛生)                                      | 3:28     |
| 6.       | 戀人們的生日快樂        |          | CD,MV:望月蒼太(CV:梶裕貴)、早坂燈里(CV:阿澄佳奈)                 | 4:15     |
| 7.       | 聽到了嗎                |          | CD,MV:春輝<幼少期>(CV:莉犬(草莓王子))                            | 3:40     |
| 8.       | 線香花火                |          | CD,MV:芹澤千秋(CV:木村良平)                                      | 5:08     |
| 9.       | 青華                    |          | CD,MV:勇次郎(CV:內山昂輝)                                        | 4:56     |
| 10.      | YELLOW                  | YELLOW   | CD,MV:愛藏(CV:島崎信長)                                          | 3:43     |
| 11.      | 和你告白也可以嗎        |          | CD,MV:南(CV:豊永利行)                                            | 3:46     |
| 12.      | 東京秋日相會            |          | CD,MV:瀨戶口優、榎本夏樹、望月蒼太、早坂燈里、芹澤春輝、合田美櫻 | 4:42     |

| DVD  | DVD                                                                     | DVD      | DVD                                                        |
| 曲序 | 曲目                                                                    | 原文曲目 | 备注                                                       |
| ---- | ----------------------------------------------------------------------- | -------- | ---------------------------------------------------------- |
| 1.   | 涼海日和的『LIP×LIP』取材報告!                                          |          | 涼海日和、染谷勇次郎、柴崎愛藏                             |
| 2.   | 傲慢甜心-another story- (Making Special Movie~Recording & Music Video~) |          | 高見澤亞里紗(CV:東山奈央)                                  |
| 3.   | 東京冬日相會 (MUSIC VIDEO)                                              |          | 瀨戶口優、榎本夏樹、望月蒼太、早坂燈里、芹澤春輝、合田美櫻 |
| 4.   | 傲慢甜心-another story- (MUSIC VIDEO)                                   |          | 高見澤亞里紗(CV:東山奈央)                                  |
| 5.   | Fan Service (MUSIC VIDEO)                                               |          | mona(CV:夏川椎菜)                                          |

### 想要哪邊的kiss，來選吧。
《想要哪邊的kiss，來選吧。》（日语：どっちのkissか、選べよ。）是告白實行委員會中虛擬偶像團體LIP×LIP推出的首張專輯，專輯內的曲子全都由聲優內山昂輝及島崎信長獻唱。除了在NICONICO動畫已經發表過的歌曲，還有另外創作的歌曲。封面由Yamako繪製。專輯分為四種版本，分別為：
- COMPLETE BOX（超完全生產限定盤）：2張CD＋Blu-ray＋畫冊＋全套五張相紙
  - 規格編號：637SMCL-580〜583
  - 封面為勇次郎及愛藏
  - Yamako特別繪製專輯盒
  - LIP×LIP電台節目
  - 畫冊及設定集

- Type AIZO（初回生產限定盤）：2張CD＋DVD＋隨機一張相紙
  - 規格編號：637SMCL-584〜586
  - 封面為愛藏
  - Yamako特別繪製專輯盒
  - LIP×LIP電台節目

- Type YUJIRO（初回生產限定盤）：1張CD＋DVD＋畫冊＋隨機一張相紙
  - 規格編號：637SMCL-587〜589
  - 封面為勇次郎
  - Yamako特別繪製專輯盒
  - 畫冊及設定集

- 通常盤：CD
  - 規格編號：SMCL-590
  - 封面為勇次郎及愛藏
  - Yamako特別繪製專輯盒

| CD DISC1 | CD DISC1       | CD DISC1 | CD DISC1                                                           | CD DISC1 |
| 曲序     | 曲目           | 原文曲目 | 备注                                                               | 时长     |
| -------- | -------------- | -------- | ------------------------------------------------------------------ | -------- |
| 1.       | 夢的吹奏樂     |          | 勇次郎(CV:內山昂輝)、愛藏(CV:島崎信長)                             | 4:02     |
| 2.       | Romeo          |          | 勇次郎(CV:內山昂輝)、愛藏(CV:島崎信長)                             | 5:16     |
| 3.       | 果然是最強的！ |          | 勇次郎(CV:內山昂輝)、愛藏(CV:島崎信長)                             | 4:03     |
| 4.       | 來談戀愛吧     |          | 勇次郎(CV:內山昂輝)、愛藏(CV:島崎信長)                             | 4:54     |
| 5.       | Non-Fantasy    |          | 勇次郎(CV:內山昂輝)、愛藏(CV:島崎信長)                             | 4:03     |
| 6.       | 巧克力女友     |          | 勇次郎(CV:內山昂輝)、愛藏(CV:島崎信長)                             | 4:03     |
| 7.       | Rodeo          |          | 勇次郎(CV:內山昂輝)、愛藏(CV:島崎信長)                             | 3:44     |
| 8.       | 必要不可欠     |          | 勇次郎(CV:內山昂輝)、愛藏(CV:島崎信長)                             | 3:49     |
| 9.       | Judge☆         |          | 勇次郎(CV:內山昂輝)、愛藏(CV:島崎信長)                             | 3:08     |
| 10.      | 小小的獅子     |          | 勇次郎(CV:內山昂輝)、愛藏(CV:島崎信長)、南(ふてニャン/CV:豊永利行) | 4:03     |
| 11.      | 月之公主       |          | 勇次郎(CV:內山昂輝)、愛藏(CV:島崎信長)                             | 4:19     |
| 12.      | Repaint        |          | 勇次郎(CV:內山昂輝)、愛藏(CV:島崎信長)                             | 4:16     |

| CD DISC2 | CD DISC2                 | CD DISC2                               |
| 曲序     | 曲目                     | 备注                                   |
| -------- | ------------------------ | -------------------------------------- |
| 1.       | TRACK #1 (LIP×LIP RADIO) | 勇次郎(CV:內山昂輝)、愛藏(CV:島崎信長) |
| 2.       | TRACK #2 (LIP×LIP RADIO) | 勇次郎(CV:內山昂輝)、愛藏(CV:島崎信長) |

| DVD  | DVD                                | DVD      | DVD                                                                |
| 曲序 | 曲目                               | 原文曲目 | 备注                                                               |
| ---- | ---------------------------------- | -------- | ------------------------------------------------------------------ |
| 1.   | LIP×LIP「Romeo」MUSIC VIDEO MAKING |          | 勇次郎(CV:內山昂輝)、愛藏(CV:島崎信長)                             |
| 2.   | Romeo -N.Edit- (MUSIC VIDEO)       |          | 勇次郎(CV:內山昂輝)、愛藏(CV:島崎信長)                             |
| 3.   | Non-Fantasy (MUSIC VIDEO)          |          | 勇次郎(CV:內山昂輝)、愛藏(CV:島崎信長)                             |
| 4.   | 必要不可欠 -N.Edit- (MUSIC VIDEO)  |          | 勇次郎(CV:內山昂輝)、愛藏(CV:島崎信長)                             |
| 5.   | 小小的獅子 feat.南 (MUSIC VIDEO)   |          | 勇次郎(CV:內山昂輝)、愛藏(CV:島崎信長)、南(ふてニャン/CV:豊永利行) |

### 告白實行委員會-FLYING SONGS-我愛你
《告白實行委員會-FLYING SONGS-我愛你》（日语：告白実行委員会 -FLYING SONGS- 愛してる）是告白實行委員會的第6張專輯，部分專輯內的曲子是翻唱。專輯分為兩種版本，分別為：
- 通常盤：1張CD
  - 規格編號(EAN)：4562251594999
  - 封面為Mona
  - 隨機一張明信片(mona 或FT4)
- 通常盤：1張CD
  - 規格編號(EAN)：4562251594982
  - 封面為Full Throttle4
  - 隨機一張明信片(mona 或FT4)

| CD DISC | CD DISC              | CD DISC   | CD DISC                                                       | CD DISC |
| 曲序    | 曲目                 | 原文曲目  | 备注                                                          | 时长    |
| ------- | -------------------- | --------- | ------------------------------------------------------------- | ------- |
| 1.      | LOVE ANTHEM          |           | Mey Chan & Gom (原唱:Full Throttle4)                          | 4:09    |
| 2.      | 17歳                 |           | Hanon (原唱:mona)                                             | 4:08    |
| 3.      | FAKE STAR            | Fake Star | uratanki & Gom (原唱:Full Throttle4)                          | 3:23    |
| 4.      | Proud Idol           |           | Kotoha (原唱:mona)                                            | 4:15    |
| 5.      | 同擔拒否             |           | CD:capi MV：Kotcha (相關角色:中村千鶴)                        | 4:13    |
| 6.      | 有人說我很可愛       |           | CD,MV1:Sara Hoshikawa MV2:可不 (相關角色:服部樹里)            | 3:18    |
| 7.      | 像喜歡的人一樣的後輩 |           | CD,MV:flower (相關角色:山本幸大)                              | 4:43    |
| 8.      | 人生是最好的消磨時間 |           | Hanon (原唱:mona)                                             | 4:27    |
| 9.      | BLUE                 |           | Fukase & flower (原唱:Full Throttle4)                         | 3:09    |
| 10.     | Real Throttle 4      |           | Kotoha (原唱:mona)                                            | 5:08    |
| 11.     | TASTE                |           | Fukase & flower (原唱:Full Throttle4)                         | 3:04    |
| 12.     | 男朋友的資格         |           | Fukase (相關角色:南)                                          | 4:29    |
| 13.     | 原諒聖誕老人         |           | 初音未來 & GUMI (相關角色:LIP×LIP)                            | 4:25    |
| 14.     | 浪漫婚禮             |           | Hanon & Kotoha & capi (相關角色:榎本夏樹、早坂燈里、合田美櫻) | 4:10    |

### #只要記住名字
《#只要記住名字》（日语：#名前だけでも覚えてって下さい）是告白實行委員會中虛擬偶像Mona推出的首張專輯，專輯內的曲子全都由聲優夏川椎菜獻唱。除了在NICONICO動畫已經發表過的歌曲，還有另外創作的歌曲。封面由Yamako繪製。音樂MV於Honeyworks頻道發放，而音樂原聲帶於夏川椎菜頻道發放。專輯分為2種版本，分別為：
- 初回生産限定盤：1張CD＋Blu-ray＋畫冊＋GOODS＋BOOK[註 1]
  - 規格編號：SMCL-725-727
  - 封面為Mona with IG filter
  - Yamako特別繪製專輯盒

- 通常盤：1張CD
  - 規格編號：SMCL-728
  - 封面為Mona with TikTok filter
  - Yamako特別繪製專輯盒

| CD DISC | CD DISC              | CD DISC  | CD DISC                                   | CD DISC |
| 曲序    | 曲目                 | 原文曲目 | 备注                                      | 时长    |
| ------- | -------------------- | -------- | ----------------------------------------- | ------- |
| 1.      | 我的偶像宣言!        |          | Mona（CV：夏川椎菜）                      | 4:26    |
| 2.      | 17歳                 |          | Mona（CV：夏川椎菜）                      | 4:07    |
| 3.      | 粉丝                 |          | Mona（CV：夏川椎菜）                      | 4:09    |
| 4.      | 驕傲的偶像           |          | Mona（CV：夏川椎菜）                      | 4:15    |
| 5.      | motto☆いちごオレ     |          | Mona（CV：夏川椎菜）                      | 3:42    |
| 6.      | 偏离了               |          | Mona（CV：夏川椎菜）                      | 2:45    |
| 7.      | ワタシノミカタ       |          | Mona（CV：夏川椎菜）                      | 4:12    |
| 8.      | 人生是最好的消磨時間 |          | Mona（CV：夏川椎菜）                      | 4:26    |
| 9.      | 真的是我             |          | Mona（CV：夏川椎菜）                      | 5:06    |
| 10.     | No.1                 |          | Mona（CV：夏川椎菜）                      | 4:35    |
| 11.     | SIS×LOVE             |          | 成海聖奈×成海萌奈（CV：雨宮天・夏川椎菜） | 3:32    |

| Blu-ray | Blu-ray                                                                                  | Blu-ray | Blu-ray | Blu-ray |
| 曲序    | 曲目                                                                                     | 原文    | 备注 | 时长    |
| ------- | ---------------------------------------------------------------------------------------- | ------- | --- | ------- |
| 1.      | “我的偶像宣言”电子版漫畫（全彩/全3集）                                                   |         | mona（CV：夏川椎菜）、成海聖奈（CV：雨宮天）、成海絢子（CV：上坂堇）、勇次郎（CV：内山昂輝）、寺門大河（CV：楠大典）、CD店店員（CV：飛田展男） |         |
| 2.      | 2020 年 3 月 20 日“HoneyWorks Premium Live Tour 2020-I love you too.-”沒有觀眾的現場影片 |         | mona（CV：夏川椎菜） |         |
| 3.      | 我的偶像宣言!(Music Video)                                                               |         | Mona（CV：夏川椎菜） | 4:26    |
| 4.      | 粉丝 (Music Video)                                                                       |         | Mona（CV：夏川椎菜） | 4:09    |
| 5.      | No.1 (Music Video)                                                                       |         | Mona（CV：夏川椎菜） | 4:35    |
| 6.      | ワタシノミカタ (Music Video)                                                             |         | Mona（CV：夏川椎菜） | 4:12    |
| 7.      | SIS×LOVE (Music Video)                                                                   |         | 成海聖奈×成海萌奈（CV：雨宮天・夏川椎菜） | 3:32    |
| 8.      | 驕傲的偶像 (Music Video)                                                                 |         | Mona（CV：夏川椎菜） | 4:15    |
| 9.      | 人生是最好的消磨時間 (Music Video)                                                       |         | Mona（CV：夏川椎菜） | 4:26    |

### FT4
《FT4》是告白實行委員會中虛擬唱跳組合Full Throttle4推出的首張專輯，專輯內的曲子全都由聲優齊藤壯馬、内田雄馬獻唱。除了在NICONICO動畫已經發表過的歌曲，還有另外創作的歌曲。封面由Yamako繪製。專輯分為2種版本，分別為：
- 初回生産限定盤：1張CD＋DVD＋3份GOODS[註 2]
  - 規格編號：SNCL-00061～62
  - 封面為Full Throttle4（YUI、RIO、MEGU、DAI、IV)
  - Yamako特別繪製專輯盒

- 通常盤：1張CD＋2份GOODS[註 3]
  - 規格編號：SNCL-00063
  - 封面為Full Throttle4（YUI、RIO、MEGU、DAI)
  - Yamako特別繪製專輯盒

| CD DISC | CD DISC                         | CD DISC                            | CD DISC |
| 曲序    | 曲目                            | 备注                               | 时长    |
| ------- | ------------------------------- | ---------------------------------- | ------- |
| 1.      | WELCOME SICKS                   | RIO、YUI（CV：內田雄馬、齊藤壯馬） | 3:37    |
| 2.      | BROTHER                         | RIO、YUI（CV：內田雄馬、齊藤壯馬） | 2:42    |
| 3.      | LOVE ANTHEM                     | RIO、YUI（CV：內田雄馬、齊藤壯馬） | 4:09    |
| 4.      | TASTE                           | RIO、YUI（CV：內田雄馬、齊藤壯馬） | 3:04    |
| 5.      | TO FAMILY                       | RIO、YUI（CV：內田雄馬、齊藤壯馬） | 3:40    |
| 6.      | BLUE                            | RIO、YUI（CV：內田雄馬、齊藤壯馬） | 3:09    |
| 7.      | FAKE STAR                       | RIO、YUI（CV：內田雄馬、齊藤壯馬） | 3:24    |
| 8.      | TIME LINE                       | RIO、YUI（CV：內田雄馬、齊藤壯馬） | 3:57    |
| 9.      | Dear LAYLA                      | RIO、YUI（CV：內田雄馬、齊藤壯馬） | 2:59    |
| 10.     | Alive                           | RIO、YUI（CV：內田雄馬、齊藤壯馬） | 3:07    |
| 11.     | GOOD BYE                        | RIO、YUI（CV：內田雄馬、齊藤壯馬） | 4:26    |
| 12.     | FT4 Commentary Part.1（朗讀劇） | IV（CV：福山潤）                   |         |
| 13.     | FT4 Commentary Part.2（朗讀劇） | IV（CV：福山潤）                   |         |

| DVD DISC | DVD DISC                | DVD DISC                           | DVD DISC |
| 曲序     | 曲目                    | 备注                               | 时长     |
| -------- | ----------------------- | ---------------------------------- | -------- |
| 1.       | LOVE ANTHEM Music Video | RIO、YUI（CV：內田雄馬、齊藤壯馬） | 4:09     |
| 2.       | FAKE STAR Music Video   | RIO、YUI（CV：內田雄馬、齊藤壯馬） | 3:24     |
| 3.       | GOOD BYE Music Video    | RIO、YUI（CV：內田雄馬、齊藤壯馬） | 4:26     |

### 告白實行委員會-FLYING SONGS-我戀愛了
《告白實行委員會-FLYING SONGS-我戀愛了》（日语：告白実行委員会 -FLYING SONGS- 恋してる）是告白實行委員會的第7張專輯。部分曲目都是由Vocaloid歌手、Vtuber及Youtuber演唱，專輯分為兩種版本，分別為：
- 通常盤：1張CD
  - 規格編號：
  - 封面為LIP×LIP
  - 隨機一張明信片(LIP×LIP或成海聖奈及Mona)
- 通常盤：1張CD
  - 規格編號：
  - 封面為成海聖奈及Mona
  - 隨機一張明信片(LIP×LIP或成海聖奈及Mona)

| CD DISC | CD DISC              | CD DISC  | CD DISC                                        | CD DISC |
| 曲序    | 曲目                 | 原文曲目 | 备注                                           | 时长    |
| ------- | -------------------- | -------- | ---------------------------------------------- | ------- |
| 1.      | 我們,戀人宣言!       |          | Sara Hoshikawa (相關角色:服部樹里)             | 3:53    |
| 2.      | 女主角在平均以下。   |          | Minato Aqua (相關角色:涼海日和)                | 3:48    |
| 3.      | 對喜歡的孩子說了謊。 |          | 天月 (相關角色:白波 渚)                        | 3:49    |
| 4.      | 年齡差什麼的         |          | flower (相關角色:綾瀬恋雪)                     | 3:35    |
| 5.      | 我想cosplay!         |          | Kotoha (相關角色:扇野涼)                       | 4:06    |
| 6.      | 星期四的醜聞         |          | Hanon (相關角色:成海聖奈)                      | 3:46    |
| 7.      | 這麼可愛真是抱歉     |          | CD、MV:capi (相關角色:中村 千鶴)               | 3:40    |
| 8.      | 前學生               |          | Soraru (相關角色:明智 咲)                      | 3:57    |
| 9.      | 男孩的目的是什麼?    |          | 紫咲 (相關角色:高見澤亞里紗)                   | 2:55    |
| 10.     | 女孩子的愛是什麼?    |          | Uratanki (相關角色:柴崎 健)                    | 2:50    |
| 11.     | 鮮奶油的保質期       |          | 永尾梨央 from 可憐なアイボリー (相關角色:mona) | 3:32    |
| 12.     | ONE NIGHT            |          | Fukase&flower (相關角色:Full Throttle4)        | 3:05    |
| 13.     | 最後的舞臺           |          | Fukase & flower (相關角色:LIP×LIP)             | 3:41    |

### i是自由的,不受約束的。
《i是自由的,不受約束的。》（日语：i は自由で、縛れない。）是告白實行委員會(cwhw系列)的第四張專輯。所有曲目都是由CHiCO演唱，專輯分為三種版本，分別為：
- 初回生產限定盤A：2張CD+BD+Goods
  - 規格編號：SMCL 790~3
  - 封面為日間CHiCO插畫
  - 隨機附贈7款罐頭徽章中的2款
  - 附贈《心的主張》後篇（封面人物：高見澤亞里紗、三浦加戀〉）
- 初回生產限定盤B：2張CD+BD+Goods
  - 規格編號：SMCL 794-7
  - 封面為成CHiCO真人照片
  - 隨機附贈7款罐頭徽章中的2款
  - 附贈《心的主張》後篇（封面人物：高見澤亞里紗、三浦加戀〉）
- 通常盤：1張CD
  - 規格編號：SMCL 798
  - 封面為夜間CHiCO插畫
  - 隨機附贈7款罐頭徽章中的2款

- 下列曲目僅記錄與《告白實行委員會》相關的歌曲。

| CD DISC 1 | CD DISC 1      | CD DISC 1 | CD DISC 1                                                             | CD DISC 1 |
| 曲序      | 曲目           | 原文曲目  | 备注                                                                  | 时长      |
| --------- | -------------- | --------- | --------------------------------------------------------------------- | --------- |
| 1.        | Revenge Game   |           | 專輯中新錄製的歌曲 (相關角色：三浦加戀、隅田惠)                       | 3:18      |
| 2.        | Secret Romance |           | 出租女友第二期OP (相關角色：荻野大和、本多真由、明智咲、芹澤千秋)     | 3:39      |
| 4.        | 我武者羅       |           | BORUTO NARUTO NEXT GENERATIONS OP (相關角色：白波渚)                  | 3:57      |
| 5.        | 醜陋的生物     |           | Back World Picnic OP (相關角色：三浦加戀、隅田惠、鷹野千紗)           | 3:40      |
| 6.        | 心的誓言       |           | 專輯中新錄製的歌曲 (相關角色：三浦加戀、隅田惠、高見澤亞里紗、柴崎健) | 3:28      |

| CD DISC 2 | CD DISC 2      | CD DISC 2 | CD DISC 2                                        | CD DISC 2 |
| 曲序      | 曲目           | 原文曲目  | 备注                                             | 时长      |
| --------- | -------------- | --------- | ------------------------------------------------ | --------- |
| 1.        | Secret Romance |           | (CHiCO 演唱會)Bee with U at nakano sunplaza hall | 3:39      |

| BD   | BD                | BD       | BD                                                                | BD   |
| 曲序 | 曲目              | 原文曲目 | 备注                                                              | 时长 |
| ---- | ----------------- | -------- | ----------------------------------------------------------------- | ---- |
| 2.   | 醜陋的生物 MV     |          | Back World Picnic OP (相關角色：三浦加戀、隅田惠、鷹野千紗)       | 3:40 |
| 4.   | 我武者羅 MV       |          | BORUTO NARUTO NEXT GENERATIONS OP (相關角色：白波渚)              | 3:57 |
| 6.   | Secret Romance MV |          | 出租女友第二期OP (相關角色：荻野大和、本多真由、明智咲、芹澤千秋) | 3:39 |

### 喂，喜歡就痛。 ～告白實行委員會角色歌曲集～
《喂，喜歡就痛。 ～告白實行委員會角色歌曲集～》（日语：ねぇ、好きって痛いよ。〜告白実行委員会キャラクターソング集〜）是告白實行委員會的第8張專輯，也是角色歌曲集中第6張專輯。所有曲目都是由角色聲優演唱，專輯分為兩種版本，部分曲目於發售前先行發佈，專輯分別為：
- 通常盤：2張CD
  - 規格編號：SMCL-814～815
  - 封面為 高見澤亞里紗及柴崎健
  - 夢之內畫的告白實行委員會角色壓克力吊飾1種隨機封入(共24種)。
- 初回生産限定盤A、初回生産限定盤B
  - 規格編號(A)：SMCL-806～809
    - 封面為 涼海日和及白波 渚

  - 規格編號(B)：SMCL-810～813
    - 封面為 綾瀬戀雪及扇野涼

  - 包含通常盤2張CD+其他贈品，包括MV藍光碟及裝飾品。
    - 初回生産限定盤A特設「成為女主角！~被討厭的女主角袐密的工作~特別陽光派對」活動影片。

| CD DISC 1 | CD DISC 1            | CD DISC 1 | CD DISC 1                                                     | CD DISC 1 |
| 曲序      | 曲目                 | 原文曲目  | 备注                                                          | 时长      |
| --------- | -------------------- | --------- | ------------------------------------------------------------- | --------- |
| 1.        | Tokyo Sunny Party    |           | 涼海日和、服部樹里、中村千鶴（CV:水瀬祈、佐倉綾音、早見沙織） | 4:04      |
| 2.        | 成為女主角！         |           | 涼海日和（CV:水瀬祈）                                         | 3:36      |
| 3.        | 女主角在平均以下。   |           | 涼海日和（CV:水瀬祈)                                          | 3:48      |
| 4.        | 對喜歡的孩子說了謊。 |           | 白波 渚（CV：榎木淳彌）                                       | 3:48      |
| 5.        | 有人說我很可愛       |           | 服部樹里（CV：佐倉綾音）                                      | 3:15      |
| 6.        | 我們,戀人宣言!       |           | 服部樹里（CV：佐倉綾音）                                      | 3:53      |
| 7.        | 同擔拒否             |           | 中村 千鶴（CV:早見沙織)                                       | 4:13      |
| 8.        | 推薦的事情           |           | 中村 千鶴（CV:早見沙織)                                       | 3:18      |
| 9.        | 這麼可愛真是抱歉     |           | 中村 千鶴（CV:早見沙織)                                       | 3:40      |
| 10.       | 1％的戀人            |           | 南（CV：豊永利行）                                            | 3:54      |
| 11.       | 男朋友的資格         |           | 南（CV：豊永利行）                                            | 4:28      |
| 12.       | 怕寂寞的人           |           | 柴崎健、柴崎愛蔵（CV：江口拓也、島﨑信長）                    | 2:51      |

| CD DISC 2 | CD DISC 2                       | CD DISC 2 | CD DISC 2 | CD DISC 2 |
| 曲序      | 曲目                            | 原文曲目  | 备注 | 时长      |
| --------- | ------------------------------- | --------- | --- | --------- |
| 1.        | 婚約戰爭                        |           | 瀬戸口優、望月蒼太、芹沢春輝（CV：神谷浩史、梶裕貴、鈴村健一）                                                           | 4:30      |
| 2.        | 浪漫婚禮                        |           | 榎本夏樹、早坂燈里、合田美櫻（CV：戸松遥、阿澄佳奈、豊崎愛生）                                                           | 4:09      |
| 3.        | Tokyo Spring Session            |           | 瀬戸口優、望月蒼太、芹沢春輝、榎本夏樹、早坂燈里、合田美櫻（CV：神谷浩史、梶裕貴、鈴村健一、戸松遥、阿澄佳奈、豊崎愛生） | 3:59      |
| 4.        | 年齡差什麼的                    |           | 綾瀬恋雪（CV：堀江瞬）                                                                                                   | 3:35      |
| 5.        | 我想cosplay!                    |           | 扇野涼（CV：井上麻里奈）                                                                                                 | 4:05      |
| 6.        | six×love                        |           | 成海聖奈、成海萌奈（CV：雨宮天、夏川椎菜）                                                                               | 3:32      |
| 7.        | 想變帥                          |           | 濱中翠（CV：Gero） | 4:15      |
| 8.        | 星期二是Tuesday -another story- |           | 成海聖奈（CV：雨宮天）                                                                                                   | 4:26      |
| 9.        | 星期三的約定 -another story-    |           | 成海聖奈（CV：雨宮天）                                                                                                   | 3:41      |
| 10.       | 星期四的醜聞                    |           | 成海聖奈（CV：雨宮天）                                                                                                   | 3:45      |
| 11.       | 三角嫉妒 -another story-        |           | 瀬戸口雛（CV：麻倉桃）                                                                                                   | 3:24      |
| 12.       | 這是青春懂了嗎                  |           | 榎本虎太朗、綾瀬恋雪（CV：花江夏樹、堀江瞬）                                                                             | 4:11      |
| 13.       | 男孩的目的是什麼?               |           | 高見澤亞里紗（CV：東山奈央）                                                                                             | 2:53      |
| 14.       | 女孩子的愛是什麼?               |           | 柴崎 健（CV：江口拓也）                                                                                                  | 2:50      |
| 15.       | 很像喜歡的人的後輩              |           | 山本幸大（CV：松岡禎丞）                                                                                                 | 4:43      |
| 16.       | 前學生                          |           | 明智 咲（CV：緑川光） | 3:58      |

### 告白實行委員會 -FLYING SONGS- OMOIAI
《告白實行委員會 -FLYING SONGS- OMOIAI》（日语：告白実行委員会 -FLYING SONGS- オモイアイ）是告白實行委員會的第9張專輯。部分曲目都是由Vocaloid歌手、Vtuber及Youtuber演唱，是次專輯只發行1個版本：：
- 通常盤：1張CD
  - 規格編號：HNWK-23
  - 封面為 瀬戶口雛、高見澤亞里紗

| CD DISC | CD DISC              | CD DISC  | CD DISC                                                        |
| 曲序    | 曲目                 | 原文曲目 | 备注                                                           |
| ------- | -------------------- | -------- | -------------------------------------------------------------- |
| 1.      | Itakis               |          | Sara Hoshikawa & 天月 (相關角色:服部樹里、山本幸大)            |
| 2.      | 男朋友的驕傲         |          | Hanon&Kotoha from Aice Class (相關角色:瀬戶口雛、高見澤亞里紗) |
| 3.      | 是命中註定的人。     |          | flower&可不 (相關角色:榎本虎太朗、瀬戸口雛)                    |
| 4.      | 女主角和偶像         |          | Capi (相關角色:涼海日和)                                       |
| 5.      | 讓你變可愛的是哪個？ |          | 雨矢一弓 from 傳說兄弟 (相關角色:白波渚)                       |
| 6.      | 不屈的偶像           |          | Kotoha from Aice Class (相關角色:mona)                         |
| 7.      | 推薦的孩子           |          | 星乃夢奈 (相關角色:成海聖奈)                                   |
| 8.      | 對哥哥保密           |          | flower (相關角色:染谷光一郎)                                   |
| 9.      | 對弟弟保密           |          | If from Ireisu (相關角色:勇次郎 from LIP×LIP)                  |
| 10.     | 母親是               |          | Naiko from Ireisu (相關角色:愛蔵 from LIP×LIP)                 |
| 11.     | 親愛的，直到死為止   |          | Hanon from Aice Class (相關角色:望月燈里)                      |

## 出版書籍

### 漫畫
告白預演 ～0卷～
《告白實行委員會 ～戀愛系列～》的短篇漫畫，總共32頁，2013年8月12日於C84發售，由くりえい社印刷。
告白預演 序章
包裝在《從好久以前就喜歡你。》的初回生產限定盤Ａ，由くりえい社印刷。
嫉忌的答覆 序章
包裝在《我的話就不行嗎?》的初回生產限定盤，由くりえい社印刷。
我於此刻戀上你。 序章
包裝在《喜歡上你的那瞬間。》的初回生產限定盤，由くりえい社印刷。
Romeo 序章
包裝在《無論幾次，都喜歡你。》的初回生產限定盤，由くりえい社印刷。
我的偶像宣言
以萌奈為主角的漫畫，由Mogelatte作畫，於Piccoma網上連載。
成為女主角！~被討厭的女主角和秘密的工作~
以Lip Lip 及日和為主角的漫畫，於動畫完結後公開發售。

### 小說
| 卷數 | 角川書店 | 角川書店       | 角川書店               | 台灣角川                                      | 台灣角川       | 台灣角川               | 相關歌曲                                                                                 | 封面人物                                                   |
| 卷數 | 標題     | 發售日期       | ISBN                   | 標題                                          | 發售日期       | ISBN                   | 相關歌曲                                                                                 | 封面人物                                                   |
| ---- | -------- | -------------- | ---------------------- | --------------------------------------------- | -------------- | ---------------------- | ---------------------------------------------------------------------------------------- | ---------------------------------------------------------- |
| 1    |          | 2014年1月31日  | ISBN 978-4-04-101203-1 | 告白預演系列 (1) 告白預演                     | 2015年4月30日  | ISBN 978-986-366-468-0 | 告白預演、告白預演-another story-、病名戀愛煩惱、告白情敵宣言                            | 榎本夏樹、瀨戶口優                                         |
| 2    |          | 2014年5月31日  | ISBN 978-404-101-577-3 | 告白預演系列 (2) 嫉妒的答覆                   | 2015年8月26日  | ISBN 978-986-366-663-9 | 嫉忌的答覆、嫉忌的答覆-another story-                                                    | 早坂燈里、望月蒼太                                         |
| 3    |          | 2014年10月31日 | ISBN 978-4-04-101578-0 | 告白預演系列 (3) 初戀的繪本                   | 2015年11月16日 | ISBN 978-986-366-801-5 | 初戀的繪本、初戀的繪本-another story-、再見了雙向暗戀、未來圖像                          | 合田美櫻、芹澤春輝                                         |
| 4    |          | 2015年7月1日   | ISBN 978-4-04-102511-6 | 告白預演系列 (4) 現在喜歡上你                 | 2016年3月24日  | ISBN 978-986-473-002-5 | 我於此刻戀上你。、我於此刻戀上你-triangle story-、三角嫉忌、掩飾害羞思春期、告白情敵宣言 | 榎本虎太朗、瀨戶口雛、綾瀨戀雪                             |
| 5    |          | 2016年4月1日   | ISBN 978-4-04-103839-0 | 告白預演系列 (5) 戀色綻放                     | 2016年10月30日 | ISBN 978-986-473-297-5 | 病名戀愛煩惱、三角嫉忌                                                                   | 瀨戶口優、榎本夏樹、望月蒼太、早坂燈里、芹澤春輝、合田美櫻 |
| 6    |          | 2016年9月30日  | ISBN 978-4-04-102513-0 | 告白預演系列 (6) 星期五的早安                 | 2017年8月10日  | ISBN 978-986-473-789-5 | 星期五的早安、星期五的早安-another story-                                                | 成海聖奈、濱中翠                                           |
| 7    |          | 2017年10月1日  | ISBN 978-4-04-106113-8 | 告白預演系列 (7) 心的主張                     | 2020年10月8日  | ISBN 978-986-524-032-5 | 心的主張                                                                                 | 柴崎健、高見澤亞里紗、榎本虎太朗                           |
| 8    |          | 2017年11月1日  | ISBN 978-4-04-106118-3 | 告白預演系列 (8) 壞心眼的相遇                 | 2020年10月8日  | ISBN 978-986-524-033-2 | 壞心眼的邂逅                                                                             | 高見澤亞里紗、柴崎健                                       |
| 9    |          | 2018年10月1日  | ISBN 978-404-107-510-4 | 告白預演系列 (9) 呼喚妳名字的那一天           | 2021年1月13日  | ISBN 978-986-524-173-5 | 我呼喚名字的那天、我知曉戀愛的那天                                                       | 早坂燈里、望月蒼太                                         |
| 10   |          | 2019年6月1日   | ISBN 978-4-04-108338-3 | 告白預演系列 (10) 原本最討厭的你              | 2021年1月13日  | ISBN 978-986-524-174-2 | 明明應該最討厭了、謝謝你的選擇                                                           | 榎本虎太朗、瀨戶口雛                                       |
| 11   |          | 2019年12月1日  | ISBN 978-4-04-108964-4 | 告白預演系列 (11) Non Fantasy                 | 2021年8月23日  | ISBN 978-986-524-719-5 | Non-Fantasy                                                                              | 涼海日和、染谷勇次郎、柴崎愛藏                             |
| 12   |          | 2020年1月1日   | ISBN 978-4-04-108965-1 | 告白預演系列 (12) 女主角培育計畫              | 2021年8月23日  | ISBN 978-986-524-699-0 | 女主角育成計劃                                                                           | 涼海日和、染谷勇次郎、柴崎愛藏、海堂飛鳥、莓谷星空         |
| 13   |          | 2020年9月1日   | ISBN 978-4-04-109994-0 | 告白預演系列 (13) 東京Summer Session          | 2022年3月21日  | ISBN 978-626-321-279-4 | 東京夏日相會                                                                             | 瀨戶口優、榎本夏樹、望月蒼太、早坂燈里、芹澤春輝、合田美櫻 |
| 14   |          | 2020年12月1日  | ISBN 978-4-04-110799-7 | 告白預演系列 (14) 青春偶像輯 羅密歐           | 2022年3月21日  | ISBN 978-626-321-280-0 | 羅密歐                                                                                   | 染谷勇次郎、柴崎愛藏                                       |
|      |          | 2020年12月26日 | ISBN 978-4-04-111048-5 | 小説版 享受這世界的方法 ～Secret Story Film～ |                |                        | 夢的吹奏樂、享受這世界的方法                                                             | 染谷勇次郎、柴崎愛藏                                       |
| 15   |          | 2021年12月1日  | ISBN 978-4-04-112079-8 | 告白預演系列 (15) 少女們啊。                  |                |                        | 少女們啊。                                                                               | 三浦加戀、隅田惠、鷹野千紗                                 |
| 16   |          | 2022年11月1日  | ISBN 978-4-04-113127-5 | 告白預演系列 (16) 幻想曲 LOVE&KISS            |                |                        | LOVE&KISS                                                                                | 染谷勇次郎、柴崎愛藏                                       |

### 學習訓練
「告白予行練習」で中1・中2の英語が10時間で身につくドリル
竹内健（スタディサプリ講師）作，HoneyWorks原案，KADOKAWA出版，2018年1月27日發售、ISBN 978-4-04-602083-3
「告白予行練習」で中1・中2の数学が10時間で身につくドリル
大吉巧馬（東進衛星予備校講師）作，HoneyWorks原案，KADOKAWA出版，2018年1月27日發售、ISBN 978-4-04-602085-7

## 電影動畫

### 從好久以前就喜歡你。～告白實行委員會～

《好久以前就喜歡你。～告白實行委員會～》電影主視覺圖

《好久以前就喜歡你。～告白實行委員會～》（ずっと前から好きでした。～告白実行委員会～）日本於2016年4月23日首映，台灣於2016年8月5日首映，香港於2016年8月15日首映。改編對應歌曲「告白預演」、「初戀的繪本」、「嫉忌的答覆」。
《星期五的早安》（金曜日のおはよう）為電影的特典動畫。改編對應歌曲「星期五的早安-another story-」。

#### 製作人員
- 原作／音樂：HoneyWorks
- 導演：柳澤哲也
- 劇本：成田良美
- 角色設計、總作畫導演：藤井真紀
- 美術設定：綱頭瑛子（KUSANAGI）
- 美術導演：海野有希（KUSANAGI）
- 道具設計：宮豊
- 色彩設計：小島真喜子（studio.Road）
- 攝影導演：關谷能弘（Graphinica）
- 電腦特效：伴善則
- 編審：肥田文
- 音響導演：長崎行男
- 音響效果：今野康之（Swara-pro）
- 音響製作：Mapion音樂出版
- 動畫製作人：河井敬介
- 製片人：齋藤俊輔
- 動畫制作：Qualia Animation
- 出品：Aniplex
- 製作：「告白實行委員會」製作委員會

#### 歌曲音樂
全作詞、作曲及編曲為HoneyWorks，特別標明者除外。
片頭曲「戀色中綻放」
弦樂安排：堤博明，主唱：CHiCO with HoneyWorks
片尾曲「你與我的每分每秒」
弦樂安排：cake、setsa，主唱：HoneyWorks meets Sphere
插曲
「星期日的秘密」
編曲：Junky，主唱：HoneyWorks meets CHiCO & sana
「Destiny 〜從好久以前就喜歡你〜」
主唱：HoneyWorks meets YURiCa/
「病名戀愛煩惱」
作詞：shito、Gom，作曲：shito，編曲：HoneyWorks，弦樂編曲：堤博明，主唱：sana
「告白預演」
作詞、作曲、編曲：shito，弦樂編曲：堤博明，主唱：榎本夏樹（戶松遙）

### 喜歡上你的那瞬間。～告白實行委員會～

《喜歡上你的那瞬間。～告白實行委員會～》電影主視覺圖

《喜歡上你的那瞬間。～告白實行委員會～》（好きになるその瞬間を。〜告白実行委員会〜）日本於2016年12月17日首映，馬來西亞於2017年2月9日首映，台灣於2017年2月10日首映。改編對應歌曲「我於此刻戀上你。」、「三角嫉忌」。

#### 製作人員
- 原作／音樂：HoneyWorks
- 導演：柳澤哲也
- 劇本：成田良美
- 角色設計、總作畫導演：藤井真紀
- 美術設定：綱頭瑛子（KUSANAGI）
- 美術導演：海野有希（KUSANAGI）
- 道具設計：宮豊
- 色彩設計：小島真喜子（studio.Road）
- 攝影導演：關谷能弘（Graphinica）
- 電腦特效：伴善則
- 編審：肥田文
- 音響導演：長崎行男
- 音響效果：今野康之（Swara-pro）
- 音響製作：Mapion音樂出版
- 動畫製作人：河井敬介
- 製片人：齋藤俊輔
- 動畫制作：Qualia Animation
- 出品：Aniplex
- 製作：「告白實行委員會」製作委員會

#### 歌曲音樂
全作詞、作曲及編曲為HoneyWorks，特別標明者除外。
片頭曲「學長。」
弦樂安排：堤博明，主唱：HoneyWorks meets TrySail
片尾曲「明明應該最討厭了。」
主唱：HoneyWorks meets 蘋果軍團 + 真夏尊敬軍團 from 乃木坂46
插曲
「連接著花的紅線」
弦樂安排：堤博明，主唱：瀨戶口雛（麻倉桃）
「我於此刻戀上你。-triangle story-」
主唱：HoneyWorks feat.榎本虎太朗（花江夏樹）
「喜歡和喜歡的方程式」
主唱：HoneyWorks meets まふまふ

### LIPxLIP 享受這世界的方法
《LIPxLIP 享受這世界的方法》（LIP×LIP FILM×LIVE〜この世界の楽しみ方〜）日本於2020年12月25日首映，台灣於2021年7月30日首映。改編對應歌曲「羅密歐」。

#### 製作人員
- 原作、音乐 - HoneyWorks

- 导演-室井文惠

- 剧本-成田良美

- 人物设计-大岛美和

- 美术设定-二嶋隆文

- 美术导演-二嶋隆文

- 色彩设计-小宫光

- 编辑-木村佳史子

- 摄影导演-佐藤光洋

- 音响导演-长崎行男

#### 歌曲音樂
全作詞、作曲及編曲為HoneyWorks，特別標明者除外。
片頭曲：「LOVE&KISS」
主唱：LIP×LIP［勇次郎（内山昂輝）、愛藏（島崎信長）］
片尾曲：「この世界の楽しみ方〜」
主唱：LIP×LIP［勇次郎（内山昂輝）、愛藏（島崎信長）］
插曲(60分鐘電影部分)：
| 歌曲名稱                 | 歌手                                            | 發佈日期       | 備註                         |
| ------------------------ | ----------------------------------------------- | -------------- | ---------------------------- |
| LV.1                     | 莓谷星空（大橋和也@浪花男子）                   | 2020年11月19日 |                              |
| プリンとクリームシチュー | 海堂飛鳥（藤原丈一郎@浪花男子）                 | 2020年12月3日  |                              |
| ロメオ                   | LIP×LIP［勇次郎（内山昂輝）、愛藏（島崎信長）］ | 2017年2月22日  |                              |
| 夢ファンファーレ         | LIP×LIP［勇次郎（内山昂輝）、愛藏（島崎信長）]  | 2018年10月11日 |                              |
| ノンファンタジー         | LIP×LIP［勇次郎（内山昂輝）、愛藏（島崎信長）]  | 2017年12月1日  |                              |
| やっぱ最強               | LIP×LIP［勇次郎（内山昂輝）、愛藏（島崎信長）]  | 2019年1月15日  |                              |
| 必要不可欠               | LIP×LIP［勇次郎（内山昂輝）、愛藏（島崎信長）]  | 2019年4月15日  |                              |
| GOOD BYE                 | Full Throttle4[Yui(齊藤壯馬)、Rio(內田雄馬)]    | 2020年12月4日  | 作詞、作曲：shito            |
| 青華                     | 勇次郎（内山昂輝）                              | 2020年12月29日 | 作詞：shito、Gom 作曲：shito |
| YELLOW                   | 愛藏（島崎信長）                                | 2020年12月28日 | 作詞：shito、Gom 作曲：Gom   |
| ヤキモチの答え           | 中西(GUMI)                                      | 2013年3月14日  | 作詞、作曲：shito            |

## 電視動畫

### 無論何時我們的戀情都是10厘米。
2017年3月25日宣佈《告白實行委員會》系列電視動畫化決定，電視動畫以《無論何時我們的戀情都是10厘米。》（いつだって僕らの恋は10センチだった。）為題，於2017年11月24日開始播出，連續6週播放，播放電視台則有東京都會電視台・日本BS放送・群馬電視台・栃木電視台。主角以芹澤春輝和合田美櫻為主。

#### 製作人員
- 原作、音樂：HoneyWorks
- 總監督：難波日登志
- 監督：塚田拓郎
- 系列構成：成田良美
- 角色設計：藤井牧、常盤健太郎
- 動畫製作：Lay-duce
- 製作：《無論何時我們的戀情都是10厘米。》製作委員會

#### 歌曲音樂
片頭曲「Non-Fantasy」
作詞・作曲：HoneyWorks，主唱：LIP×LIP勇次郎（内山昂輝）、愛藏（島崎信長）
片尾曲
「東京冬日相會」feat.瀨戶口優、榎本夏樹、望月蒼太、早坂燈里、芹澤春輝、合田美櫻
作詞、作曲：HoneyWorks，主唱：HoneyWorks feat.瀨戶口優（神谷浩史）、榎本夏樹（戶松遙）、望月蒼太（梶裕貴）、早坂燈里（阿澄佳奈）、芹澤春輝（鈴村健一）、合田美櫻（豐崎愛生）
「Re:初戀的繪本」（最終話）
作詞、作曲：HoneyWorks，主唱：HoneyWorks feat.合田美櫻（豐崎愛生）
插入曲
（第2話）
作詞、作曲：HoneyWorks，主唱：LIP×LIP［勇次郎（内山昂輝）、愛藏（島崎信長）］
「東京夏日相會」feat.CHiCO（第2話）
作詞：Gom、shito，作曲：Gom、Oji，編曲：HoneyWorks，主唱：sana&CHiCO
「聽到了嗎」（第3話）
作詞、作曲：HoneyWorks，主唱：HoneyWorks feat.春輝〈幼少期〉（こいぬ）
「名為愛的禮物」（最終話）
作詞、作曲：HoneyWorks，主唱：HoneyWorks meets 天月-あまつき-

#### 各話列表
| 話數   | 日文標題 | 中文標題                   | 劇本     | 分鏡       | 演出              | 作畫監督                                           |
| ------ | -------- | -------------------------- | -------- | ---------- | ----------------- | -------------------------------------------------- |
| 第1話  |          | 春天、初戀、櫻色。         | 成田良美 | 三條なみみ | 矢野孝典 江島泰男 | 杉田葉子、岡田由起子                               |
| 第2話  |          | 夏天、煙火、戀愛的顏色。   | 成田良美 | 塚田拓郎   | 南川達馬          | 中野祐樹、村上龍之介 永作友克、岡田由起子 丹羽弘美 |
| 第3話  |          | 秘密、孤獨、傍晚的顏色。   | 小柳啓伍 | 森川さやか | 水本葉月          | 上野卓志、大庭小枝 岡田由起子                      |
| 第4話  |          | 留學、未來藍圖、心的顏色。 | 成田良美 | 三條なみみ | 塚田拓郎 福島陽子 | 中野ゆうき、井上和俊 杉田葉子、岡田由起子          |
| 第5話  |          | 初雪、夢想、眼淚的顏色。   | 小柳啓伍 | 三條なみみ | 江島泰男          | 大庭小枝、上野卓志 岡田由起子、西島翔平 佐藤この実 |
| 最終話 |          | 畢業、啟程、未來的顏色。   | 成田良美 | 塚田拓郎   | 中野彰子 鳥井聖美 | 中野彰子、上竹哲郎                                 |

#### 播放電視台
日本深夜動畫：下文記載的日本国内播放時間使用日本標準時間（UTC+9）表示。因為部分時間标识會採用30小时制，因此請留意这类超过24:00的时间，其實際播放時間為翌日清晨。
| 播出日期                  | 播出時間                           | 播放電視台     | 播放地區 | 備註                    |
| ------------------------- | ---------------------------------- | -------------- | -------- | ----------------------- |
| 2017年11月24日 - 12月29日 | 星期五 00:00 - 00:30（星期五深夜） | 東京都會電視台 | 東京都   |                         |
|                           |                                    | 栃木電視台     | 栃木縣   |                         |
|                           |                                    | 群馬電視台     | 群馬縣   |                         |
|                           |                                    | 日本BS放送     | 日本全國 | BS放送 / 『ANIME+節目』 |
|                           | 星期五 00:30 - 01:00（星期五深夜） | AT-X           | 日本全國 | CS放送 / 有重播節目     |

海外播放，香港animax台，2019年3月7日起，逢星期三和四，傍晚八至九時連播兩集。台灣animax台，2019年3月1日，每日傍晚九時每次一集。
| 網路播放日期              | 網路播放時間          | 播放網路平台     | 備註       |
| ------------------------- | --------------------- | ---------------- | ---------- |
| 2017年11月24日 - 12月29日 | 星期五 00:30 深夜更新 | 愛奇藝、bilibili | 有簡體字幕 |

#### BD / DVD
| 卷 | 發售日        | 收錄話        | 規格編號     | 規格編號     |
| 卷 | 發售日        | 收錄話        | BD限定版     | DVD限定版    |
| -- | ------------- | ------------- | ------------ | ------------ |
| 上 | 2018年3月21日 | 第1話 - 第3話 | ANZX-14221/2 | ANZB-14221/2 |
| 下 | 2018年4月25日 | 第4話 - 第6話 | ANZX-14223/4 | ANZB-14223/4 |

### 成為女主角！~被討厭的女主角和秘密的工作~
《成為女主角！~被討厭的女主角和秘密的工作~》（ヒロインたるもの!〜嫌われヒロインと内緒のお仕事〜）是以HoneyWorks的樂曲為原作的電視動畫，對應改編歌曲是「Non-fantasy」、「女主角育成計劃」及「成為女生角」。於2022年4月開始在TOKYO MX等地播放。

#### 製作人員
- 原作、音樂：HoneyWorks
- 監督：橋本能理子
- 系列構成：成田良美
- 角色設計・總作畫監督：石井かおり
- 動畫製作：Lay-duce
- 製作：《成為女主角》製作委員會

#### 歌曲音樂
如無標示，作詞、作曲及編曲都是HoneyWorks。
片頭曲「ジュリエッタ」（英文名稱：Julieta)
主唱：LIP×LIP［勇次郎（内山昂輝）、愛藏（島崎信長）］
片尾曲「東京サニーパーティー」（英文名稱：Tokyo Sunny Party)(第一至五話、第七話、第九話、第十一話)
主唱：涼海日和(水瀨祈)、服部樹里(佐倉綾音)、中村千鶴(早見沙織)
片尾曲「可愛くなりたい」（第六話）
主唱：涼海日和(水瀨祈)、瀬戸口雛 (麻倉桃)
作詞 shito、Gom 作曲 shito
片尾曲「ロメオ」（英文名稱：Romeo)（第八話）
主唱：榎本虎太朗（花江夏樹）、柴崎健（江口拓也）
片尾曲「夢ファンファーレ」（第十話）
主唱：成海聖奈（雨宮天）、成海萌奈（夏川椎菜）
片尾曲「ヒロイン育成計画」（中文名稱：女主角育成計劃）（第十二話）
主唱：涼海日和(水瀨祈)、服部樹里(佐倉綾音)、中村千鶴(早見沙織)
作詞：shito、Gom、作曲：shito。
插曲
| 歌曲名稱             | 歌手                                                     | 出現話數                         | 發佈日期       | 備註                         |
| -------------------- | -------------------------------------------------------- | -------------------------------- | -------------- | ---------------------------- |
| ロメオ               | LIP×LIP［勇次郎（内山昂輝）、愛藏（島崎信長）］          | 第一話、第五話、第八話、第十二話 | 2017年2月22日  |                              |
| GOOD BYE             | Full Throttle4[Yui(齊藤壯馬)、Rio(內田雄馬)]             | 第二話、第七話                   | 2020年12月4日  | 作曲及作詞:「shito」         |
| ノンファンタジー     | LIP×LIP［勇次郎（内山昂輝）、愛藏（島崎信長）］          | 第三話、第四話                   | 2017年12月1日  |                              |
| 夢ファンファーレ     | LIP×LIP［勇次郎（内山昂輝）、愛藏（島崎信長）］          | 第五話、第九話                   | 2018年10月11日 |                              |
| リペイント           | LIP×LIP［勇次郎（内山昂輝）、愛藏（島崎信長）］          | 第五話、第六話                   | 2021年8月3日   |                              |
| 必要不可欠           | LIP×LIP［勇次郎（内山昂輝）、愛藏（島崎信長）］          | 第五話                           | 2019年4月15日  |                              |
| 月の姫               | LIP×LIP［勇次郎（内山昂輝）、愛藏（島崎信長）］          | 第五話                           | 2021年8月4日   | 作曲：shito、Gom 作詞：shito |
| ジャッジ☆            | LIP×LIP［勇次郎（内山昂輝）、愛藏（島崎信長）］          | 第五話、第九話                   | 2021年8月4日   | 作曲：shito、Gom 作詞：Gom   |
| 青へ                 | LIP×LIP［勇次郎（内山昂輝）、愛藏（島崎信長）］          | 第九話                           | 2022年6月16日  | 於本節目第九話首次播出       |
| ファンサ             | mona（夏川椎菜）                                         | 第十一話                         | 2019年6月22日  |                              |
| やっぱ最強！         | LIP×LIP［勇次郎（内山昂輝）、愛藏（島崎信長）］          | 第十二話                         | 2019年1月15日  |                              |
| 東京サニーパーティー | 涼海日和(水瀨祈)、服部樹里(佐倉綾音)、中村千鶴(早見沙織) | 第十二話                         | 2022年4月6日   |                              |

#### 各話列表
| 話數   | 日文標題 | 中文標題               | 劇本     | 分鏡               | 演出       | 作畫監督                                                                               | 日本首播日期(2022年) | 改編小說/歌曲                                                                      |
| ------ | -------- | ---------------------- | -------- | ------------------ | ---------- | -------------------------------------------------------------------------------------- | -------------------- | ---------------------------------------------------------------------------------- |
| 第1話  |          | 什麼偶像我完全不懂啊！ | 成田良美 | 橋本能理子         | 橋本能理子 | 神谷美也子、小宮山和也、二宮奈那子、岡田由起子                                         | 4月7日               | 告白預演系列小說 11「Non-fantasy」                                                 |
| 第2話  | ！       | 見習經紀人的工作！     | 成田良美 | 三條奈美           | 冢田拓郎   | 大野勉、大庭小枝、加藤壯                                                               | 4月14日              | 告白預演系列小說 11「Non-fantasy」                                                 |
| 第3話  | ！       | 非幻想                 | 成田良美 | 牧野友映           | 村田尚樹   | 神谷美也子、二宮奈那子、岡田由起子、大庭小枝                                           | 4月21日              | 告白預演系列小說 11「Non-fantasy」                                                 |
| 第4話  |          | 我能做的事情！         | 成田良美 | 三條奈美           | 小林公二   | 杉田葉子、加藤壯、大野勉、岡戶智凱、神谷美也子                                         | 4月28日              | 告白預演系列小說 11「Non-fantasy」                                                 |
| 第5話  |          | 偶像好厲害！           | 赤尾凸   | 江副仁美           | 冢田拓郎   | 神谷美也子、二宮奈那子、大庭小枝、迫江沙羅、佐佐木守                                   | 5月5日               | 告白預演系列小說 11「Non-fantasy」                                                 |
| 第6話  |          | 打造日和！             | 成田良美 | 三條奈美           | 鳥羽聰     | 川村敏江、袴田裕二                                                                     | 5月12日              | 告白預演系列小說 12「女主角育成計劃」                                              |
| 第7話  |          | 我的青梅竹馬           | 成田良美 | 三條奈美           | 五十川久史 | 加藤壯、鈴木由佳、大野勉、岡戶智凱、神谷美也子                                         | 5月19日              | 告白預演系列小說 12「女主角育成計劃」                                              |
| 第8話  |          | 偶像之物!              | 赤尾凸   | 中村裡美、三條奈美 | 關曉子     | 杉田葉子、小見山和也、二宮奈那子、岡田由起子                                           | 5月26日              | 告白預演系列小說 12「女主角育成計劃」                                              |
| 第9話  |          | 醜聞                   | 赤尾凸   | 三條奈美           | 大西景介   | 加藤壯、大野勉、迫江沙羅、佐佐木守                                                     | 6月2日               | 改編歌曲： 「ヒロインたるもの！(成為女主角)」                                      |
| 第10話 |          | 我不做經理人了！       | 成田良美 | 牧野友映           | 村田尚樹   | 神谷美也子、福島陽子、中和田優斗、加藤壯                                               | 6月9日               | 改編歌曲： 「ヒロインたるもの！(成為女主角)」                                      |
| 第11話 |          | 討厭的女主角之戰       | 赤尾凸   | 三條奈美           | 則座誠     | 杉田葉子、加藤壯、岡田由起子、小見山和也、二宮奈那子、松浦美穂、岡戸智凱               | 6月16日              | 改編歌曲： 「ヒロインたるもの！(成為女主角)」                                      |
| 第12話 |          | 非常喜歡果然是最強的!  | 成田良美 | 三條奈美           | 橋本能理子 | 石井香織、杉田葉子、鈴木由佳、佐佐木守、加藤壯、迫江沙羅、小野陽子、二宮奈那子、reboot | 6月23日              | 告白預演系列小說 12「女主角育成計劃」改編歌曲： 「ヒロインたるもの！(成為女主角)」 |

#### 播放電視台
| 播放期間                     | 播放時間(日本時間)        | 電視台   | 播放地區   |
| ---------------------------- | ------------------------- | -------- | ---------- |
| 2022年4月7日 -2022年6月23日  | 週四 22:30 - 23:00        | TOKYO MX | 東京都     |
| 2022年4月8日 - 2022年6月24日 | 週五0:30 - 1:00(週四深夜) | BS富士   | 日本全國   |
| 2022年4月9日 -2022年6月25日  | 週六2:55-3:25(週五深夜)   | 毎日放送 | 近畿廣域圏 |
|                              | 週六 23:30 - 週日 0:00    | AT-X     | 日本全國   |

#### BD / DVD
| 卷 | 發售日             | 收錄集數        | 規格編號  | 規格編號  |
| 卷 | 發售日             | 收錄集數        | BD        | DVD       |
| -- | ------------------ | --------------- | --------- | --------- |
| 1  | 預計2022年7月29日  | 第1話 - 第3話   | HPXR-1801 | HPBR-1801 |
| 2  | 預計2022年8月26日  | 第4話 - 第6話   | HPXR-1802 | HPBR-1802 |
| 3  | 預計2022年9月28日  | 第7話 - 第9話   | HPXR-1803 | HPBR-1803 |
| 4  | 預計2022年10月28日 | 第10話 - 第12話 | HPXR-1804 | HPBR-1804 |

## 手機遊戲
2017年3月，於AnimeJapan2017宣佈了將會推出手機遊戲的計劃。
2019年12月7日，HoneyWorks宣佈了將於2020年春季推出手機遊戲《HoneyWorks Premium Live》，是一個能玩HoneyWorks歌曲的節奏遊戲。2023年1月31日，HoneyWorks宣佈此手機遊戲將於日本時間同年3月31日下午3時正停止服務。

## 舞台劇
2019年2月，發表了HoneyWorks原作的舞台劇《70億分之1的戀愛～告白實行委員會～》（70億分の1の恋～告白実行委員会～）將會進行公演。同年3月6日至3月15日（11日休演）於CBGK澀劇!!進行公演。

#### 製作人員
- 劇本、演出：山本浩貴（日语：山本浩貴）(劇團PU-PU-JUICE（日语：PU-PU-JUICE）)[44]
- 美術：袴田長武[44]
- 音樂：永井カイル(ZIPANG ENTART)[44]
- 舞台監督：住知三郎[44]
- 照明：伊藤孝(Art Core)[44]
- 音響：宮﨑裕之 (predawn)[44]
- 衣装：後藤みなみ[44]
- 髮型設計：松前詠美子[44]
- 演出助手 ：平戸麻衣[44]
- 宣傳美術、攝影：MONSTERS,INC.[44]
- 監製：ILLUMINUS[44]
- 製作人：細貝司、小宮山薫、米田基[44]
- 企劃：富田敏家（Tokyo Connection）[44]
- 協力：劇團PU-PU-JUICE[44]
- 製作協力：style office[44]
- 主催：ILLUMINUS　Tokyo Connection[44]

#### 主要角色
- 瀨戶口優 - 齊藤秀翼
- 榎本夏樹 - 梛野里佳子
- 望月蒼太 - 高崎翔太（日语：高崎翔太）
- 早坂燈里 - 川嶋由莉
- 芹沢春輝 - 加藤將（日语：加藤将）
- 合田美櫻 - 長谷川かすみ（日语：長谷川かすみ）
- 綾瀨戀雪 - 大崎捺希（日语：大崎捺希）
- 明智咲 - 吉岡佑（日语：吉岡佑）

#### 其他角色
- 八重樫舞 - 西山咲子（日语：西山咲子）
- 落合実 - 中野マサアキ（日语：中野マサアキ）
- 宇野大吾 - 須賀裕紀
- 内山カオリ - 天音里菜
- 太田ミク - 谷茜子
- 後澤前子 - 伊藤桃香
- 原西健一 - 澤井俊輝

## 註腳

### 出處
1. ↑  . HoneyWorks.   [2015-11-19]. （原始内容存档于2016-05-07） （日语）.
2. ↑  . ORICON STYLE. 2015-07-15  [2015-08-06]. （原始内容存档于2019-06-15） （日语）.
3. ↑  . Animate TV. 2015-07-14  [2015-08-06]. （原始内容存档于2015-07-15） （日语）.
4. 1 2 3 4 5 6 7 8 9 10 11 12 13 14  小說《告白預演》.
5. 1 2 3 4 5 6 7 8 9 10 11 12 13 14 15  . 豆瓣.   [2018-05-22]. （原始内容存档于2019-06-11） （中文（简体））.
6. 1 2 3 4 5 6 7 8 9 10 11 12 13 14  HoneyWorks. . Music Ray'n. 2014-11-26 （日语）.
7. ↑  HoneyWorks. . 2011-11-18  [2015-01-01]. （原始内容存档于2016-06-05） （日语）. .   [2014-12-14]. 原始内容存档于2016-06-05.
8. ↑  HoneyWorks. . Music Ray'n. 2014-01-29 （日语）.
9. 1 2  小說《告白預演 初戀的繪本》，第243頁.
10. ↑  HoneyWorks. . 2012-05-17  [2015-01-01]. （原始内容存档于2014-12-14） （日语）. .   [2014-12-14]. 原始内容存档于2014-12-14.
11. 1 2 3 4  HoneyWorks. . 2014-04-17  [2015-01-01]. （原始内容存档于2016-04-22） （日语）. .   [2014-12-14]. 原始内容存档于2016-04-22.
12. 1 2 3 4  HoneyWorks. . 2014-11-25  [2015-01-01]. （原始内容存档于2016-06-03） （日语）. .   [2014-12-14]. 原始内容存档于2016-06-03.
13. 1 2 3 4 5 6 7 8 9 10  .   [2015-01-01]. （原始内容存档于2015-01-03） （日语）.
14. 1 2  HoneyWorks. . 2014-09-26  [2015-01-01]. （原始内容存档于2016-06-03） （日语）. .   [2014-12-14]. 原始内容存档于2016-06-03.
15. 1 2  HoneyWorks. . 2014-07-02  [2015-01-01]. （原始内容存档于2016-06-03） （日语）. .   [2014-12-14]. 原始内容存档于2016-06-03.
16. 1 2 3  HoneyWorks. . 2013-10-26  [2015-01-01]. （原始内容存档于2016-06-05） （日语）. .   [2014-12-14]. 原始内容存档于2016-06-05.
17. ↑  HoneyWorks. . 2013-11-26  [2015-01-01]. （原始内容存档于2015-01-01） （日语）.
18. ↑  HoneyWorks. . 2013-12-13  [2015-01-01]. （原始内容存档于2015-01-01） （日语）.
19. ↑  .   [2015-01-01]. （原始内容存档于2015-01-04） （日语）.
20. ↑  . aniarc news 動漫新聞. 2013-12-13  [2015-01-01]. （原始内容存档于2015-01-01） （中文（臺灣））.
21. ↑  HoneyWorks. . 2014-09-28  [2015-01-01]. （原始内容存档于2015-01-01） （日语）.
22. ↑  .   [2015-01-01]. （原始内容存档于2014-12-28） （日语）.
23. ↑  .   [2015-07-14]. （原始内容存档于2015-10-06） （日语）.
24. ↑  .   [2020-01-15]. （原始内容存档于2015-10-06） （日语）.
25. ↑  .   [2020-01-15]. （原始内容存档于2015-10-06） （日语）.
26. ↑  .   [2020-01-15]. （原始内容存档于2015-10-06） （日语）.
27. ↑  .   [2022-07-19]. （原始内容存档于2022-07-19） （日语）.
28. ↑  .   [2022-07-23]. （原始内容存档于2022-04-07）.
29. ↑  .   [2022-07-24]. （原始内容存档于2022-07-24）.
30. ↑  .   [2022-07-19]. （原始内容存档于2022-07-17） （日语）.
31. ↑  .   [2022-11-11]. （原始内容存档于2023-03-15） （日语）.
32. ↑  . （原始内容存档于2023-04-03） （日语）.
33. ↑  .   [2023-12-15] （日语）.
34. ↑  . KADOKAWA.   [2018-08-09]. （原始内容存档于2018-08-09）.
35. ↑  . KADOKAWA.   [2018-08-09]. （原始内容存档于2018-08-09）.
36. 1 2  .   [2017-10-10]. （原始内容存档于2016-05-07）.
37. ↑  . AT-X. エー・ティー・エックス.   [2017-10-10]. （原始内容存档于2017-10-10）.
38. ↑   （页面存档备份，存于）見無論何時我們的戀情都是10厘米。告白实行委员会 bilibili正版播出專題
39. ↑  . いつだって僕らの恋は10センチだった。.   [2017-11-25]. （原始内容存档于2016-05-07）.
40. ↑  . TVアニメ『ヒロインたるもの』公式サイト.   [2022-04-15]. （原始内容存档于2022-05-31）.
41. ↑  「もしもアニメ化したら？」→「決定！」　神谷浩史さん、鈴村健一さんらが大喜利で盛り上がった「告白実行委員会」シリーズスペシャルステージ【アニメジャパン2017】 （页面存档备份，存于） アニメイトタイムズ 2017年3月26日、同8月15日閲覧。
42. ↑  . 【ハニプレ】HoneyWorks公式リズムゲーム.   [2020-01-15]. （原始内容存档于2019-02-07） （日语）.
43. ↑  . HoneyWorks官網. 2023-01-31  [2023-02-17]. （原始内容存档于2023-02-17）.
44. 1 2 3 4 5 6 7 8 9 10 11 12 13 14 15 16 17  . 舞台「70億分の1の恋～告白実行委員会～」.   [2019-02-06]. （原始内容存档于2019-02-07） （日语）.

## 外部連結
- （日語）HoneyWorks官方網站（页面存档备份，存于）
- （日語）「無論何時我們的戀情都是10厘米。」官方網站（页面存档备份，存于）
- （日語）告白實行委員會 ～戀愛系列～官方網站（页面存档备份，存于）
- （日語）「HoneyWorks」劇場動畫 官方網站（页面存档备份，存于）
- （日語）HoneyWorks的X（前Twitter）
- （日語）HoneyWorks劇場動畫官方的X（前Twitter）
- （日語）HoneyWorks的NICONICO動畫社群——HoneyWorks┗|∵|┓Haniwa（页面存档备份，存于）
- （日語）HoneyWorks的NICONICO播放清單（页面存档备份，存于）
- （日語）告白實行委員會 ～戀愛系列～的NICONICO播放清單 （页面存档备份，存于）
- （日語）從好久以前就喜歡你。 | HoneyWorks官方網站
- （日語）我的話就不行嗎？ | HoneyWorks官方網站
- （日語）角川Beans文庫 | 告白預演 （页面存档备份，存于）
- （日語）角川Beans文庫 | 告白預演 嫉忌的答覆 （页面存档备份，存于）
- （日語）角川Beans文庫 | 初戀的繪本 （页面存档备份，存于）
- （日語）角川Beans文庫 | 告白預演 我於此刻戀上你。 （页面存档备份，存于）
- （繁體中文）8/5【從好久以前就喜歡你】中文正式預告 （页面存档备份，存于）